# St. Lorenz (Nürnberg)

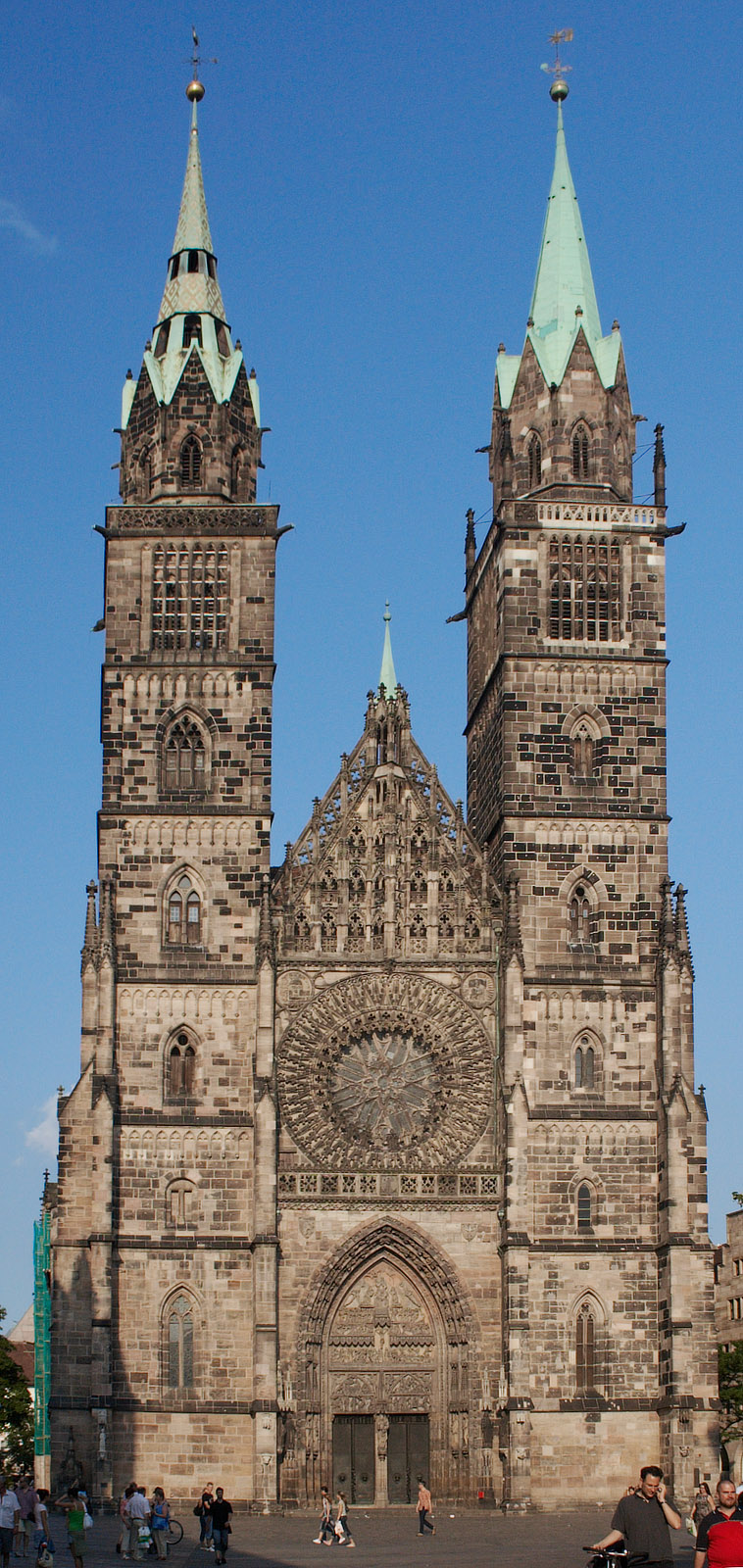
Türme der Lorenzkirche, Blick von Westen

St. Lorenz ist ein gotischer Kirchenbau in Nürnberg. Die Lorenzkirche war die Pfarrkirche des südlich der Pegnitz gelegenen mittelalterlichen Siedlungskerns der ehemaligen Reichsstadt Nürnberg und bildet städtebaulich das Pendant zur älteren Kirche St. Sebald im nördlichen Stadtteil. Baubeginn der dreischiffigen Basilika war um 1250, der spätgotische Hallenchor wurde 1477 vollendet. Patron der Kirche ist der heilige Lorenz. Der im Zweiten Weltkrieg an Dach und Gewölbe stark beschädigte Bau wurde wiederhergestellt. Die sehr bedeutende spätgotische Ausstattung blieb durch Auslagerung weitgehend erhalten. Hiervon hervorzuheben ist das berühmte Sakramentshaus von Adam Kraft.
Seit der Reformation ist die Lorenzkirche neben der Sebalduskirche eine der beiden großen evangelischen Stadtkirchen Nürnbergs, die beide zum Dekanat Nürnberg der Evangelisch-Lutherischen Kirche in Bayern gehören. Die Lorenzkirche ist Sitz des Nürnberger Stadtdekans. In ihr findet traditionell die Einführung des neugewählten Landesbischofs statt.

## Baugeschichte

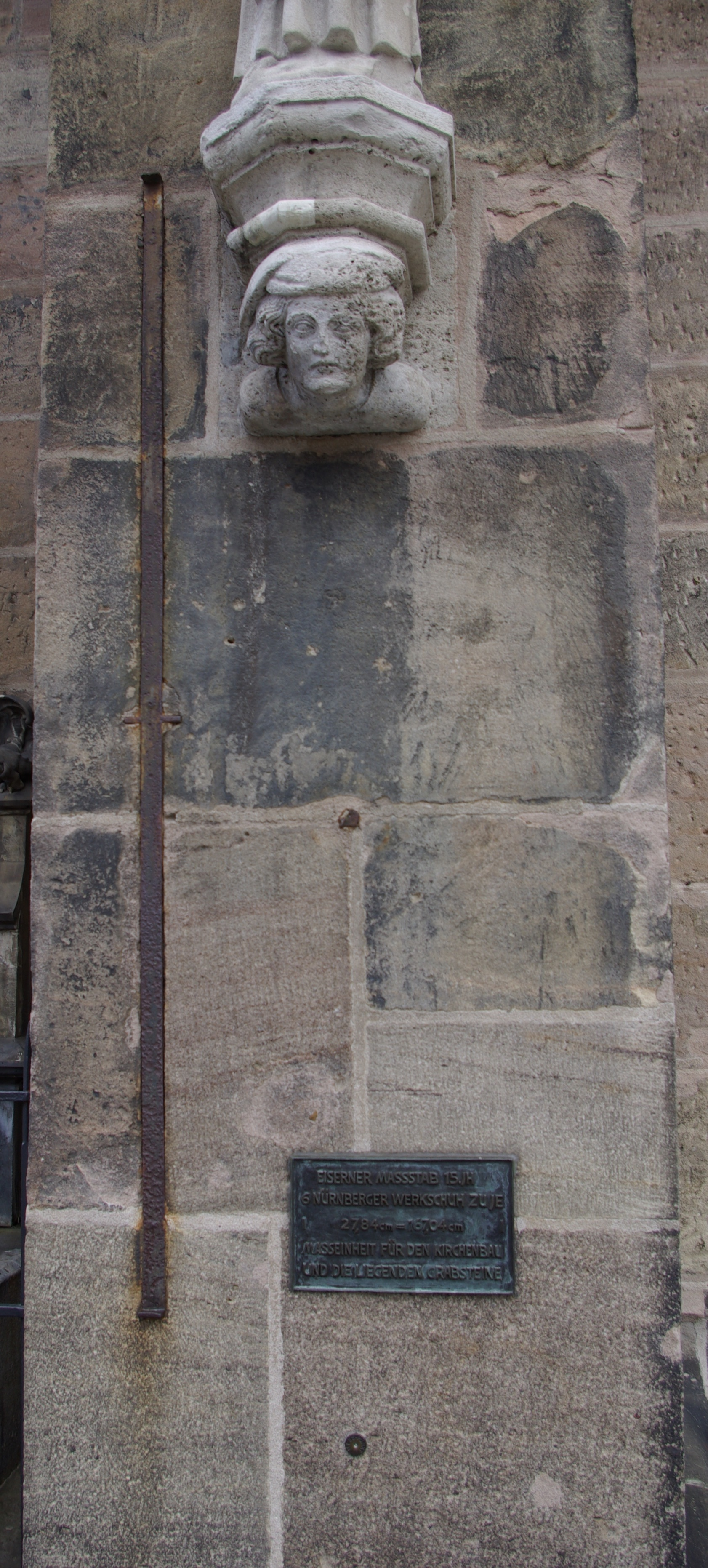
Eiserner Maßstab aus dem 15. Jahrhundert an der Westfassade. Die Maßeinheit beträgt sechs Nürnberger Werkschuh (entspricht 6 × 27,84 cm = 167,04 cm)

Erste Erwähnungen einer Laurentius-Kapelle in Nürnberg stammen aus den Jahren 1235 und 1258; bei einer Grabung 1929 stellte sich heraus, dass der romanische Vorgängerbau eine kleinere dreischiffige Pfeilerbasilika war. Teile dieses Baues des frühen 13. Jahrhunderts sind im aufgehenden Mauerwerk wiederverwendet worden.
Die Baugeschichte der Lorenzkirche wurde stets durch das Vorbild bzw. die Konkurrenz der im Mittelalter bedeutenderen Sebalduskirche beeinflusst. Beide große Stadtkirchen gaben ihren Pfarrgemeinden und dadurch den Altstadthälften beiderseits der Pegnitz ihre Namen, so bis heute dem Stadtbezirk Lorenz. Den Baubeginn der dreischiffigen Basilika datieren Bauexperten auf ca. 1250 (St. Sebald ca. 1230/40). Dabei spielt die Datierung der Skulptur der Westfassade eine tragende Rolle, deren Werkstatt in Nürnberg auch am Grabmal des Konrad Groß († 1356) zu erkennen ist. Die dreischiffige Basilika war um 1390 fertiggestellt. Die genaue Baureihenfolge ist noch nicht aufgeklärt.
Schon um 1400 erweiterte man (wiederum nach dem Vorbild von St. Sebald) die Seitenschiffe, indem man ihre Außenwände so weit nach außen verschob, dass die nun im Inneren des Kirchenraums befindlichen Strebepfeiler kleine Privatkapellen für die Ratsgeschlechter bildeten.
Der letzte große Bauabschnitt war die Errichtung des Hallenchors über dem Deocarus-Altar, nachdem die Sebalduskirche schon zwischen 1361 und 1379 einen Hallenchor über dem Grab des heiligen Sebald erhalten hatte. Der St. Lorenzer Hallenchor wurde von 1439 bis 1477 zuerst von Konrad Heinzelmann von Rothenburg begonnen und durch Konrad Roritzer und Matthäus Roritzer (1462–1466) sowie Jakob Grimm vollendet.
Luftangriffe auf Nürnberg am 10./11. August 1943 (am Laurentiustag), am 2. Januar, im Februar und März 1945 sowie der Endkampf um die Stadt im April 1945 führten zu schweren Zerstörungen des Kirchengebäudes, das nach Kriegsende gesichert und ab 1949 wieder aufgebaut wurde. Hauptsächlich waren das Dach und das Gewölbe betroffen, Fußboden, Gestühl und die Orgel zerstört, die Türme und einige Glocken beschädigt. Der Dachstuhl wurde vollständig neu konstruiert, wobei er über dem Langhaus auf Grund von Materialknappheit aus Stahl errichtet wurde. Es mussten über 1,5 km Gewölbestreben und neue Schlusssteine eingebaut werden. Es halfen großzügige Spenden aus Amerika, organisiert von dem New Yorker Rush Kress, dessen Vorfahre Anton Kress einst als Geistlicher an St. Lorenz gewirkt hatte. Nikolaus- und Katharinenaltar erhielten neue Predellen und Retabelschränke; das zersplitterte Chorgestühl wurde wieder zusammengesetzt. In einigen Seitenkapellen konnten Reste von Fresken freigelegt werden und an vielen Holz- und Steinfiguren die ursprüngliche Farbfassung. Am Laurentiustag 1952 wurde der erste Gottesdienst in der wiederhergestellten Kirche gefeiert.

## Geschichte

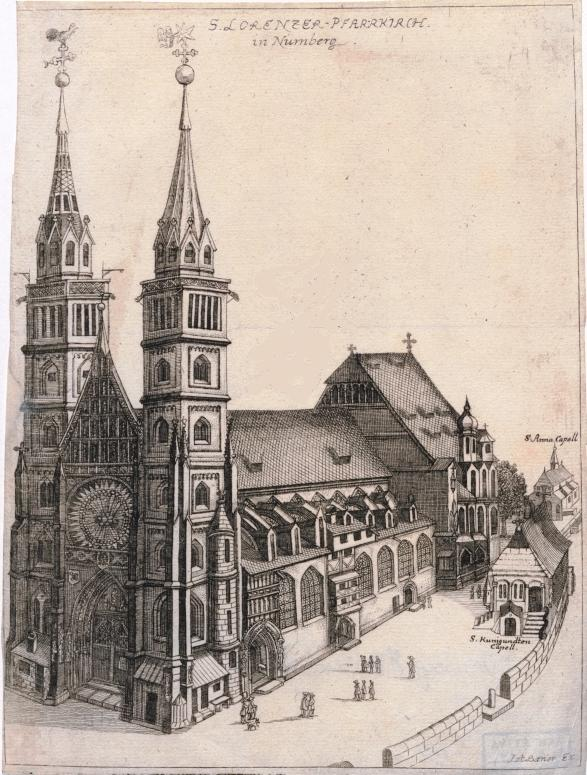
Ansicht um 1700

Zumindest der Vorgängerbau der Lorenzkirche, erwähnt in der ersten Hälfte des 13. Jahrhunderts, war der bambergischen Oberpfarrei in Fürth unterstellt, während St. Sebald ursprünglich zu Poppenreuth gehörte. St. Lorenz konnte über das gesamte Mittelalter nie die Bedeutung der Schwesterkirche erreichen, wobei der Höhepunkt dieser Entwicklung 1425 mit der öffentlichen Heiligsprechung des schon seit zwei Jahrhunderten verehrten Lokalheiligen Sebald durch die Kurie erreicht war. Der heilige Laurentius, Patron der Lorenzkirche, bot nicht die gleiche Identifikation, zumal weder dessen Leichnam noch irgendein Körperteil hier vorhanden sind. So erklärt sich auch die wachsende Verehrung des heiligen Deocarus, des Beichtvaters Karls des Großen, im 15. Jahrhundert, dessen Reliquien seit 1316 in der Lorenzkirche aufbewahrt werden. Über seinem 1436/37 gestifteten Altar ließen die Kirchenväter, nachweislich aus den Mitteln Nürnberger Bürger, den spätgotischen Hallenchor im Osten der Kirche errichten.
Nicht nur für die Errichtung des Hallenchors (1439–1477), sondern für den gesamten Bau ist die Finanzierung durch reiche Bürger bzw. den Rat der Stadt wahrscheinlich. Dasselbe gilt für das teils sehr kostbare Inventar, in vielen Fällen lässt sich hier ein konkreter Stifter aus dem Patriziat feststellen (so beim Sakramentshaus und beim Englischen Gruß). Dies dürfte auch der Grund dafür gewesen sein, dass die Kunstschätze von St. Lorenz während der Reformationszeit von Bilderstürmen verschont blieben. St. Lorenz war eine der ersten Kirchen in Deutschland, die infolge der Reformation evangelisch-lutherisch wurden (1525). Die Bürger Nürnbergs wollten aber das Andenken an die eigenen Vorfahren ehren und ließen deshalb die von ihnen gestifteten Bildwerke bestehen.
In der weiteren Geschichte der Kirche finden sich bekannte Persönlichkeiten: So war als Prediger unter anderem Andreas Osiander in St. Lorenz tätig – sein Bild hängt in der Lorenzer Sakristei.

## Baugestalt

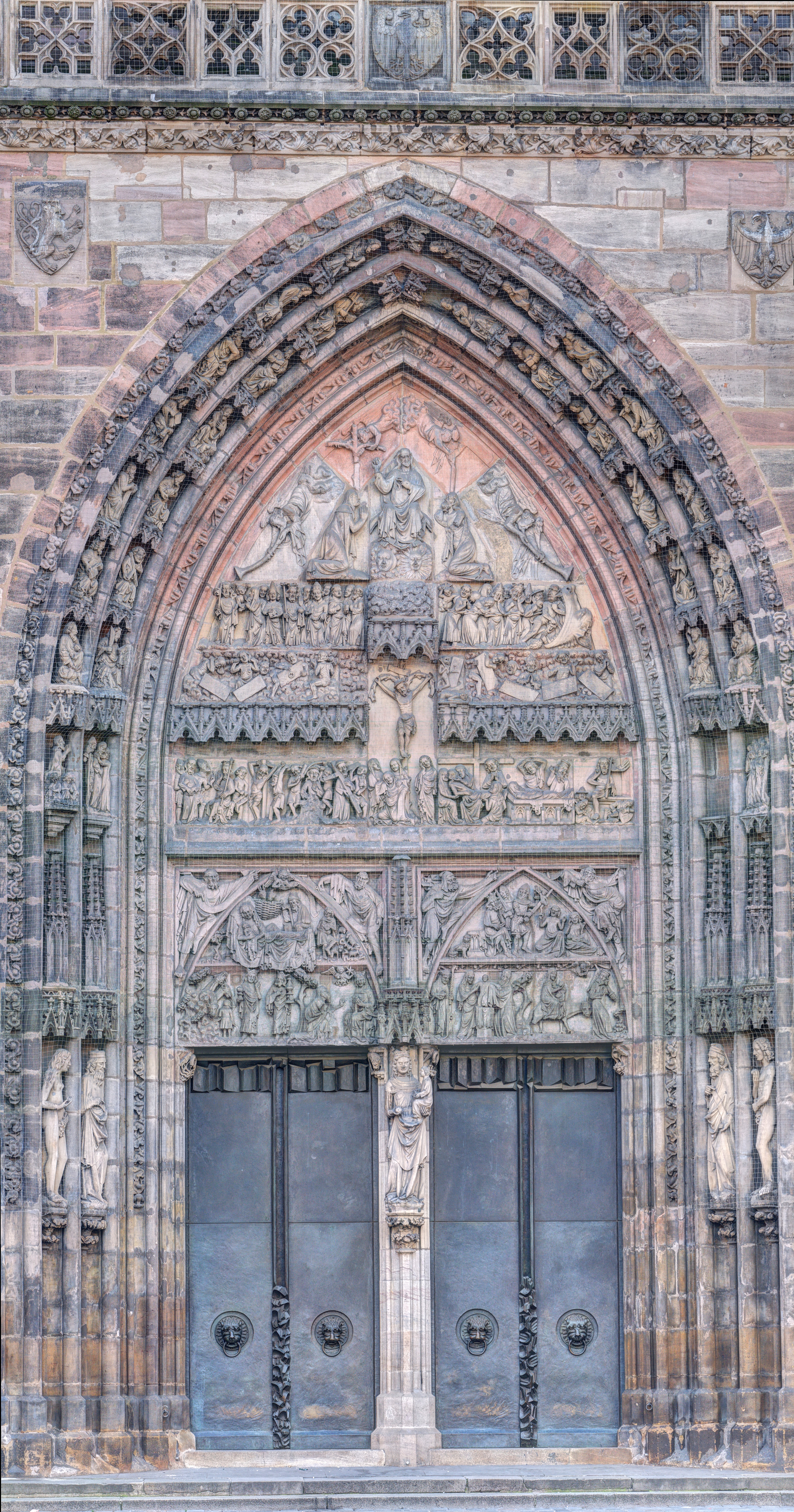
Gesamtansicht des Hauptportals mit Tympanon

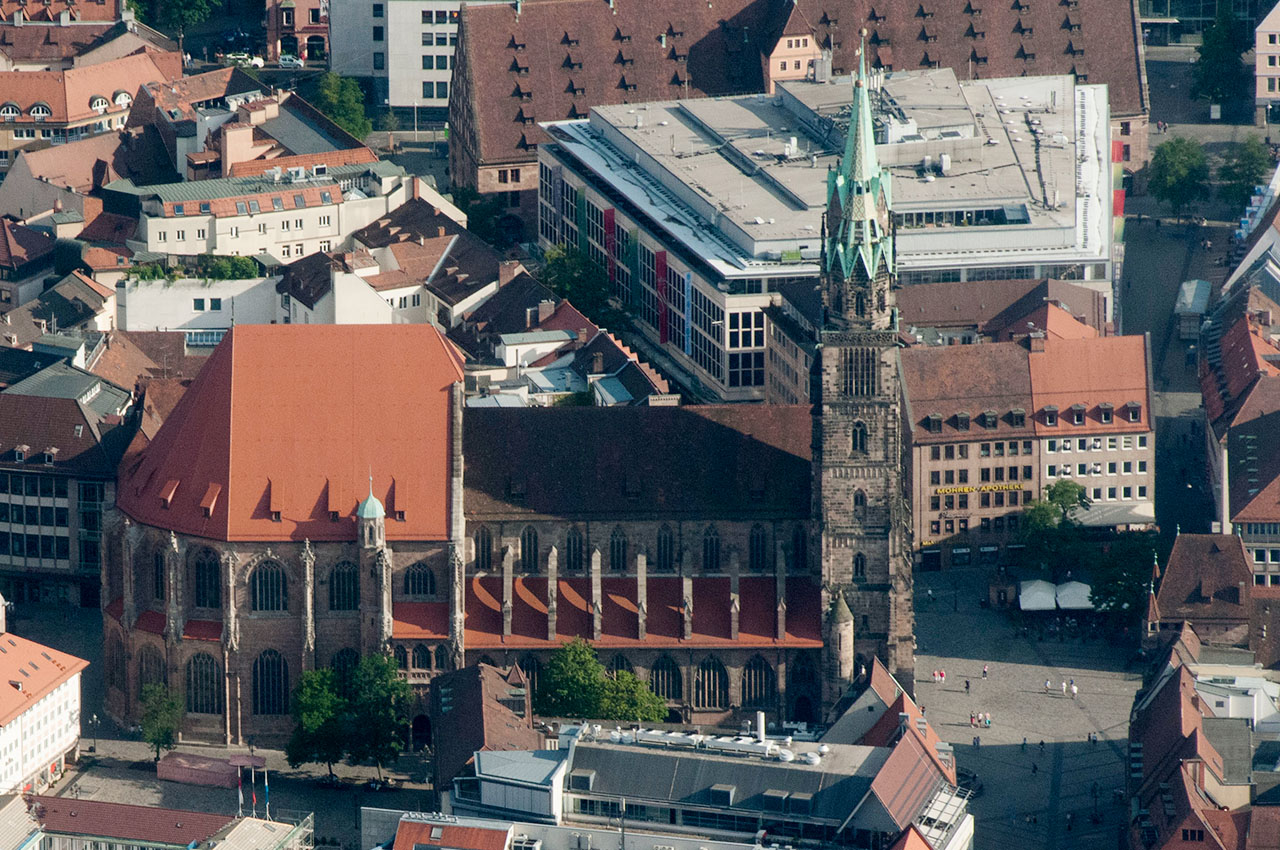
Luftaufnahme der Lorenzkirche, Blick von Norden

Die Westfassade ist für eine Stadtpfarrkirche überaus reich gegliedert, was den hohen Anspruch der Nürnberger Bürgerschaft widerspiegelt, die im Wesentlichen das Bauwerk finanzierte. Dominiert wird die Fassade von den beiden Türmen, deren Vorbild wiederum in St. Sebald und damit indirekt im Bamberger Dom zu suchen ist. Darüber hinaus bestimmen das spitz aufragende Gewändeportal, die reich gegliederte Fensterrose mit neun Meter Durchmesser sowie der fein durchbrochene Maßwerkgiebel das gotische Aussehen der Kirche.
Das Langhaus hat die Form einer dreischiffigen Pfeilerbasilika von acht Jochen. Im Mittelschiff tragen Spitzbogenarkaden auf Bündelpfeilern die Hochschiffwand, pro Joch durchbricht ein Spitzbogenfenster die Obergadenwand. Vorgelegte Dienstbündel tragen ein Kreuzrippengewölbe, dessen Rippen bis auf das Niveau der Obergadenfenstersimse herabgezogen sind. Die Besonderheit der wesentlich niedrigeren Seitenschiffe besteht in den kleinen Familienkapellen, die durch die Verschiebung der Außenwände bis an die Außenkante der Strebepfeiler entstanden sind.
Der spätgotische Hallenchor, Spiegel der architektonischen Mode seiner Zeit, ist nahtlos mit dem Hauptschiff verbunden. Er zeichnet sich vor allem durch sein verspieltes Netzgewölbe sowie die prächtigen zweistöckigen Maßwerkfenster im Umgang aus. An der Südseite ist eine zweistöckige Sakristei eingefügt.
| Maße der Kirche | Mittelschiff    | Seitenschiff   | Hallenchor      |
| --------------- | --------------- | -------------- | --------------- |
| Länge: 91,20 m  | Höhe: 24,20 m   | Höhe: 11,50 m  | Höhe: 24,20 m   |
| Breite: 30,00 m | Breite: 10,40 m | Breite: 5,90 m | Breite: 28,60 m |

Die Türme sind 80,8 m bzw. 81 m hoch.

## Ausstattung

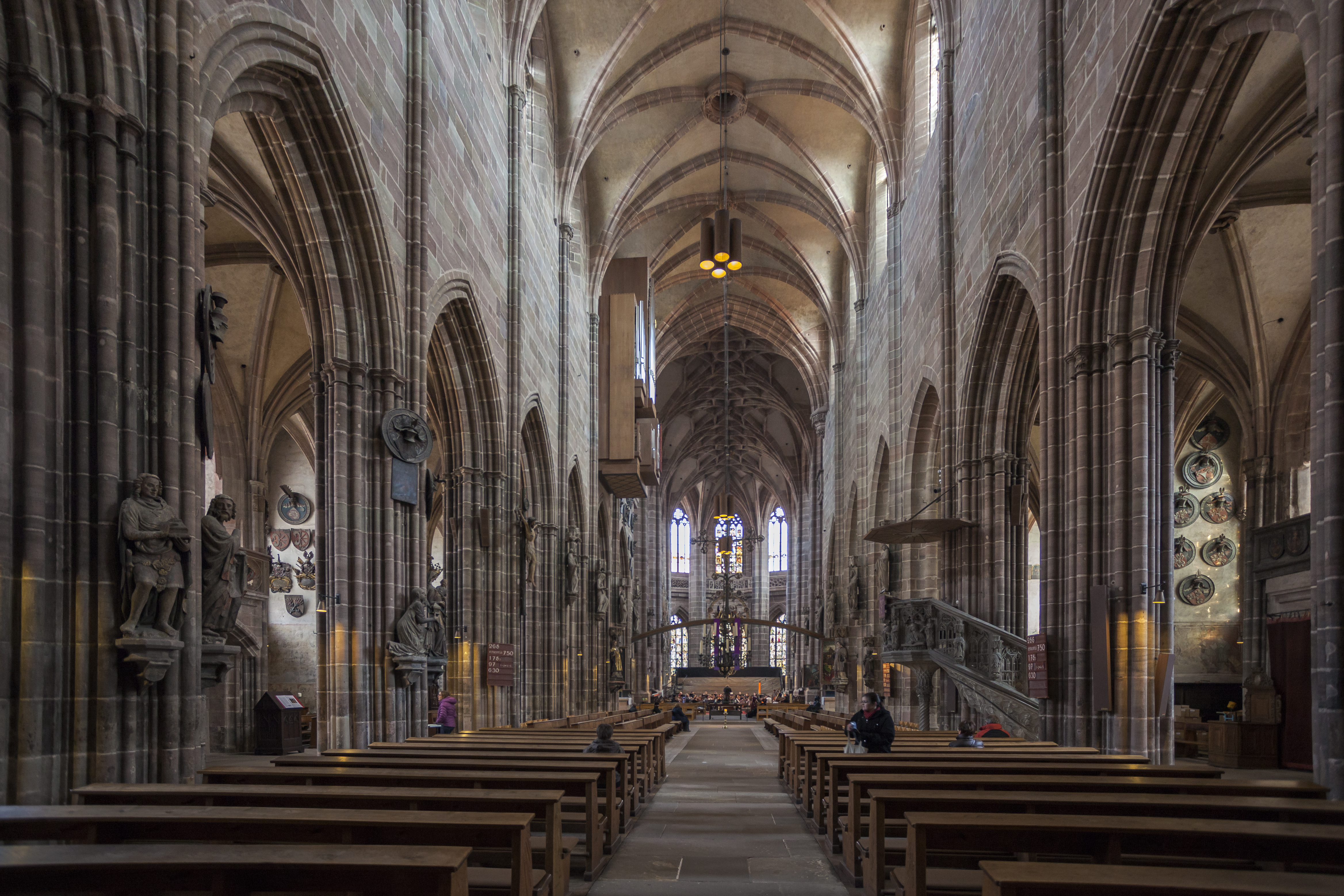
Innensicht

### Kunstwerke

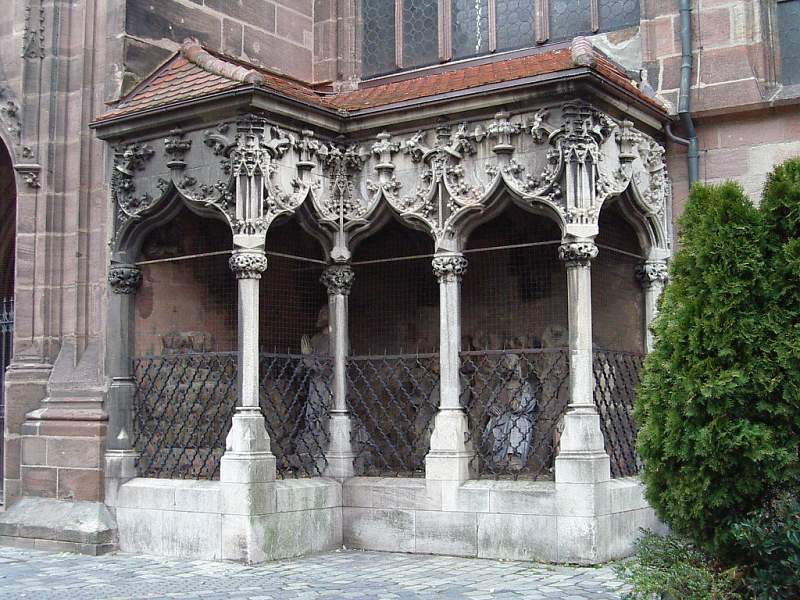
Nürnberg, St. Lorenz, Nordseite, Winkel von Lang- und Querhaus: Vorhalle mit Ölberg

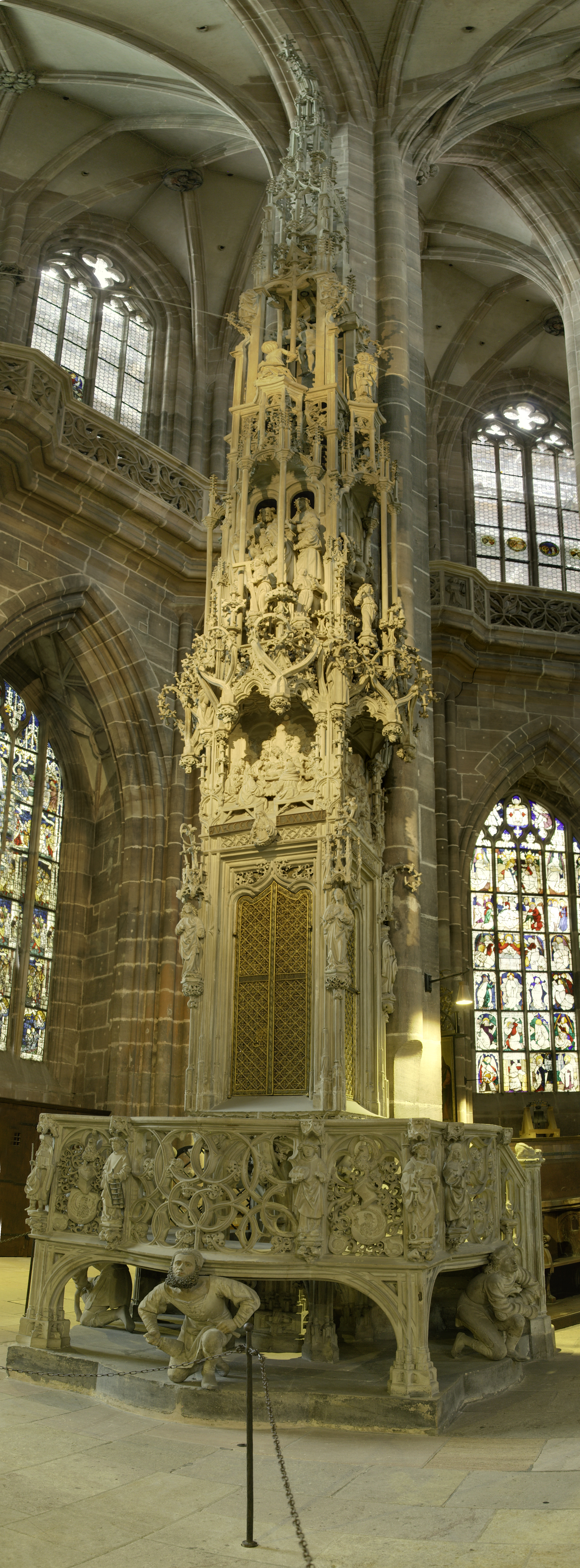
Sakramentshäuschen von Adam Kraft

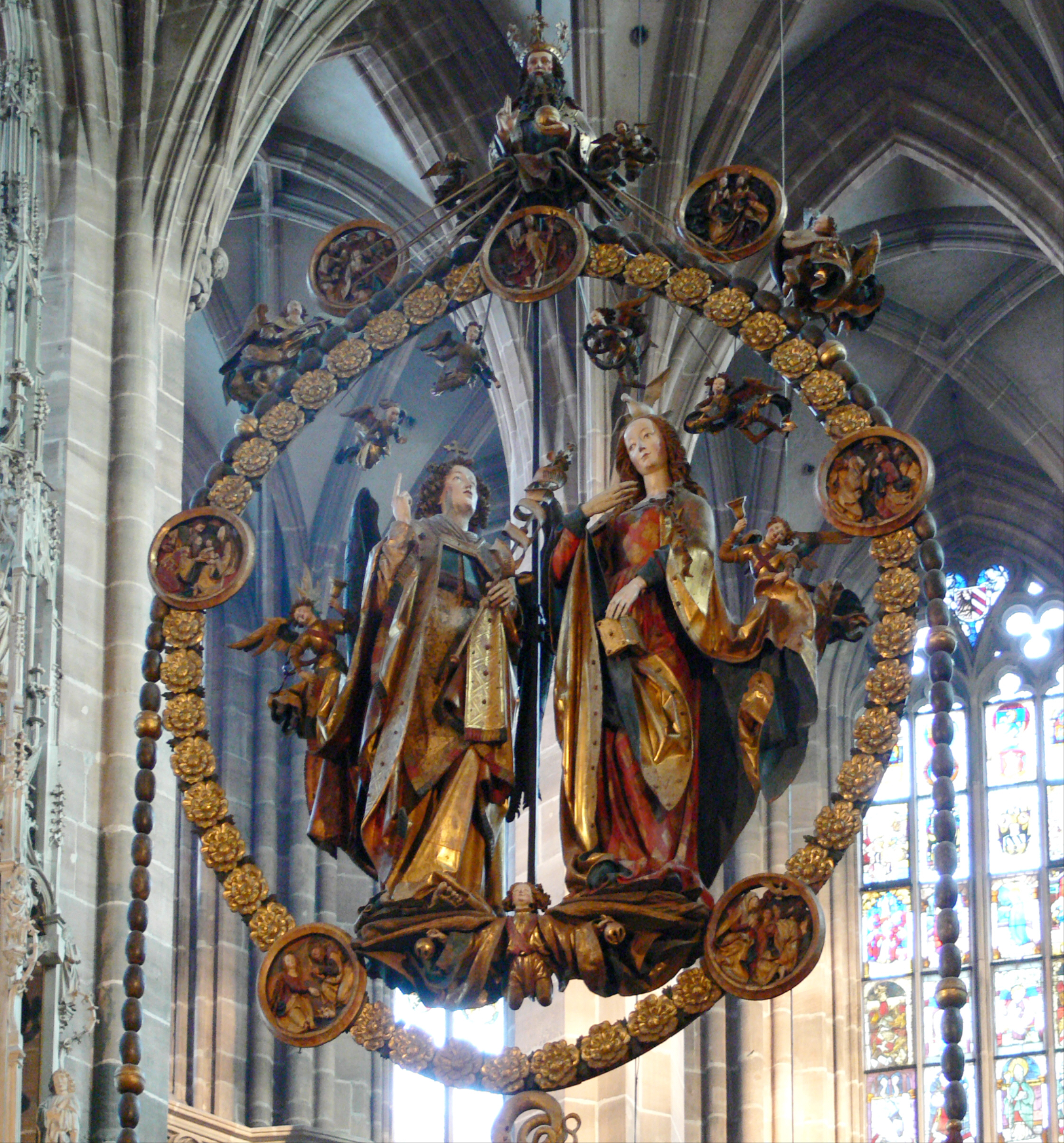
Engelsgruß (1517/1518) von Veit Stoß

Nicht alle beweglichen Stücke der überreichen Ausstattung stammen ursprünglich aus St. Lorenz. Viele der Kulturgüter kamen aus säkularisierten oder zerstörten Klöstern Nürnbergs und des Umlandes.
Besonders hervorzuheben sind zwei Meisterwerke der spätgotischen Skulptur, die zur ursprünglichen Ausstattung der Kirche gehören:
Das erste ist das von Adam Kraft 1493–1496 geschaffene Sakramentshäuschen (gestiftet von Hans Imhoff d. Ä.), ein fast 20 Meter hohes Sandstein-Tabernakel.
Das zweite Werk spätgotischer Kunst ist der im Chor aufgehängte Englische Gruß (auch: Engelsgruß im Rosenkranz), den der Patrizier und Vorderste Losunger Anton Tucher 1517/1518 bei dem Bildschnitzer Veit Stoß in Auftrag gegeben hatte. Er zeigt die übermannsgroßen, farbig gefassten und zu großen Teilen vergoldeten Lindenholz-Figuren von Maria und Gabriel bei der Verkündigung, umgeben von einem Kranz aus 55 goldenen Rosen (372 × 320 cm). Über der Szene thront der segnende Gottvater, um die Köpfe der Protagonisten schwirren musizierende Engel, am unteren Ende befindet sich eine Schlange mit angebissenem Apfel im Maul. Sieben Medaillons zeigen die sieben Freuden Mariens. Durch einen Absturz am 2. April 1817 beinahe vollständig zerborsten, musste der Englische Gruß aufwendig restauriert werden. Die Restaurierung von 1971 erhielt international Anerkennung, wobei auf den Rückseiten der oberen Medaillons Darstellungen von Sonne und Mond freigelegt wurden. Zugehörig sind die zwölf Leuchterengel über den Chorstühlen und der zentral vorgelagerte Marienleuchter.

### Altäre
Zahlreiche Altäre mit Schnitzwerk und Gemälden sind zu bewundern:
- Den Imhoffaltar stiftete der Patrizier Berthold Imhoff um 1418 zum Gedächtnis an seine drei verstorbenen Ehefrauen. Er ist nur in Teilen (sechs Tafeln der geschlossenen Ansicht) hier aufgestellt, weitere Teile von ihm befinden sich auf der Imhoffempore (nicht zugänglich) sowie im Germanischen Nationalmuseum (dort die geöffnete Ansicht mit der Marienkrönung auf der Mitteltafel und dem Schmerzensmann auf der Rückseite).[2] Der Meister des Imhoff-Altars ist namentlich nicht bekannt.
- Der Deocarusaltar von 1436/1437 ist als datiertes Werk für die Geschichte der Nürnberger Malerei und Bilderschnitzerei von großer Bedeutung. Auf dem rechten Predellenflügel ist dargestellt, wie Ludwig der Bayer der Stadt Nürnberg die Reliquien des heiligen Deocar übergibt. Von 1316 bis ins 19. Jahrhundert hinein beherbergte der Altar einen Teil der Gebeine des Gründungsabts der Abtei Herrieden und Hofkaplans Karls des Großen. 1811 musste der Silberschrein zum Materialwert an das Königreich Bayern ausgeliefert werden und wurde eingeschmolzen. Die Reliquien überführte man 1845 auf Bitte des Eichstätter Bischofs in den Dom zu Eichstätt, wo sie sich noch heute befinden.[3]
- Der Wolfgangsaltar (um 1450) mit Auferstehung Christi. Auf den Seitenflügeln der heilige Konrad (als Bischof mit Buch) und der heilige Wolfgang (als Bischof mit Axt).
- Der Dreikönigsaltar stammt von Hans Pleydenwurff (um 1460–65) und ist niederländisch beeinflusst: Anbetung der Heiligen Drei Könige, links Verkündigung und Geburt, rechts Flucht nach Ägypten und bethlehemitischer Kindermord. Früheste Nürnberger Landschaftsdarstellung. Ursprünglich in der Kirche des Dominikanerklosters.
- Der Marienaltar ist von einem unbekannten Meister (um 1472).
- Der Rochusaltar, ebenfalls eine Stiftung der Imhoffs, befindet sich im rechten Kirchenschiff. Wann der Altarbau begann, lässt sich nicht klar feststellen, wahrscheinlich anlässlich der Pest von 1483/84. Der heilige Rochus von Montpellier war Schutzpatron der Pestkranken: Er weist auf seine Pestbeule und der Engel verspricht Heilung. Erhalten ist die originale Bemalung. In der Predella die Büste des Papstes Fabianus mit Reliquien-Öffnung. In Venedig kannte sich die Händlerfamilie Imhoff sehr gut aus: Peter Imhoff der Ältere verwaltete dort von 1465 bis 1476 die Pfründe für den Altar des heiligen Sebald in der Kirche San Bartolomeo bei der Rialtobrücke, welcher der Altar der deutschen Kaufleute war, und ist für das Jahr 1499 zum Konsul der Deutschen im Fondaco dei Tedeschi ernannt worden. Franz Imhoff war Mitglied der Bruderschaft Sankt Rochus in Venedig und kannte die dortigen Gepflogenheiten sowie den Erfolg dieses Heiligenkults sehr gut. So lag es für die Imhoffs nahe, Rochus auch zu Hause in Nürnberg bekannt zu machen. Im Pestjahr 1484 feierte die Kirchengemeinde am 16. August in der Lorenzkirche in Nürnberg das Fest von Sankt Rochus, wenig später begannen die Imhoff wahrscheinlich mit dem Bau des Altars. Der Rochusaltar beinhaltet nicht nur das Abbild von Rochus, sondern auch von Sebastian, dem anderen Pestheiligen, und ist eines der markantesten Zeichen der frühen Verbreitung des Rochuskults aus Venedig nördlich der Alpen, schon vor dem Jahr 1500. Im unteren Bereich sind die Wappen der Imhoffs sowie der Holzschuher zu sehen.[4]
- Der Krellaltar ist eine Stiftung des Geistlichen Jodocus Krell (1483), dargestellt sind auf der Mitteltafel St. Bartholomäus, Maria und St. Barbara sowie unten der Stifter, im Hintergrund die älteste Gesamtdarstellung Nürnbergs.
- Der Katharinenaltar wurde von Michael Wolgemut und seiner Werkstatt gefertigt (1485–90), gestiftet vom Stadtbeamten Levinius Memminger. Szenen aus dem Leben der heiligen Katharina von Alexandrien. Im Mittelschrein Figuren des heiligen Levinius (Namenspatron des Stifters), der heiligen Katharina und der heiligen Barbara.
- Der Harsdörfer Altar (um 1490–95) von Hans Traut dem Jüngeren († 1516), Stiftung des Patriziers Andreas Harsdorf und seiner Ehefrau Ursula Behaim für die Katharinenkirche
- Der Nikolausaltar, Schrein mit Figuren des hl. Ulrich und des hl. Nikolaus, die ursprünglichen Altarflügel und das Gesprenge fehlen. (Die Standflügel eines weiteren Nikolausaltars aus dem Besitz der Lorenzkirche, mit Gemälden der Heiligen Cosmas und Damian von Hans Süß von Kulmbach aus dem Jahr 1505, befinden sich als Leihgabe im Germanischen Nationalmuseum.)
- Der Annenaltar (1510) von Hans Süß von Kulmbach mit Schnitzfiguren aus dem Umkreis von Veit Stoß ist eine Stiftung des Haintz Mayer († 1507) und seiner Ehefrau Ottilie († 1521).
- Der Johannesaltar von 1520 ist ebenfalls eine Stiftung der Familie Imhoff. Der Renaissance-Altar stand ursprünglich als Kommunionsaltar an der Schwelle zum Chor, weshalb er teilweise durchsichtig aufgebaut ist. Erst 1823 wurde er an seine heutige Stelle gerückt. Die Abendmahlsgruppe aus Ton stammt von 1420. Seitlich Figuren der beiden Johannes und daneben der Leuchterengel. Als einzige in der Kirche sind in der oberen Mittelnische noch Reliquien enthalten, des heiligen Gereon von Köln.
- Der Hochaltar hat ein modernes Triptychon.

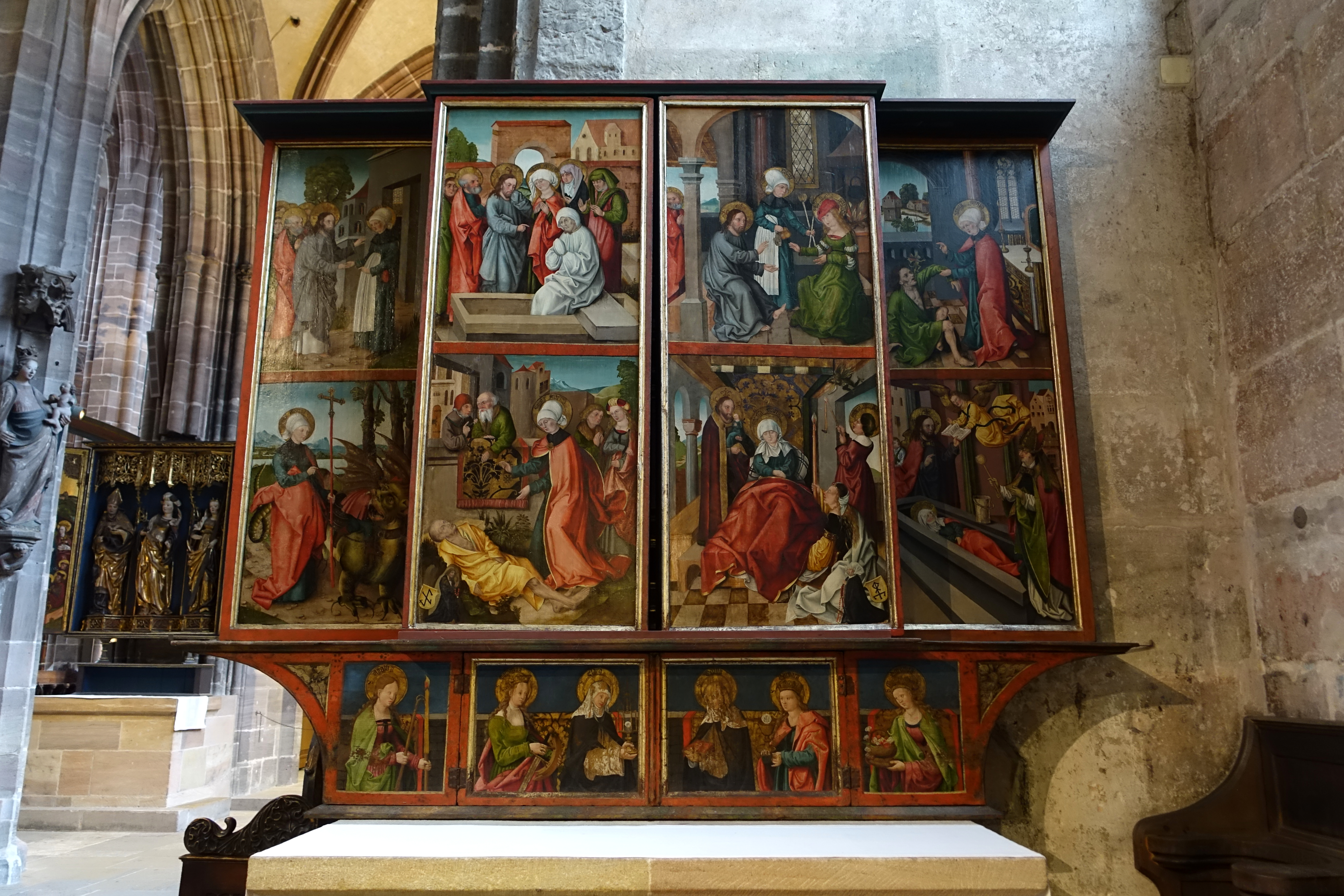
Marthaaltar, Umkreis von Wolf Traut (um 1517)
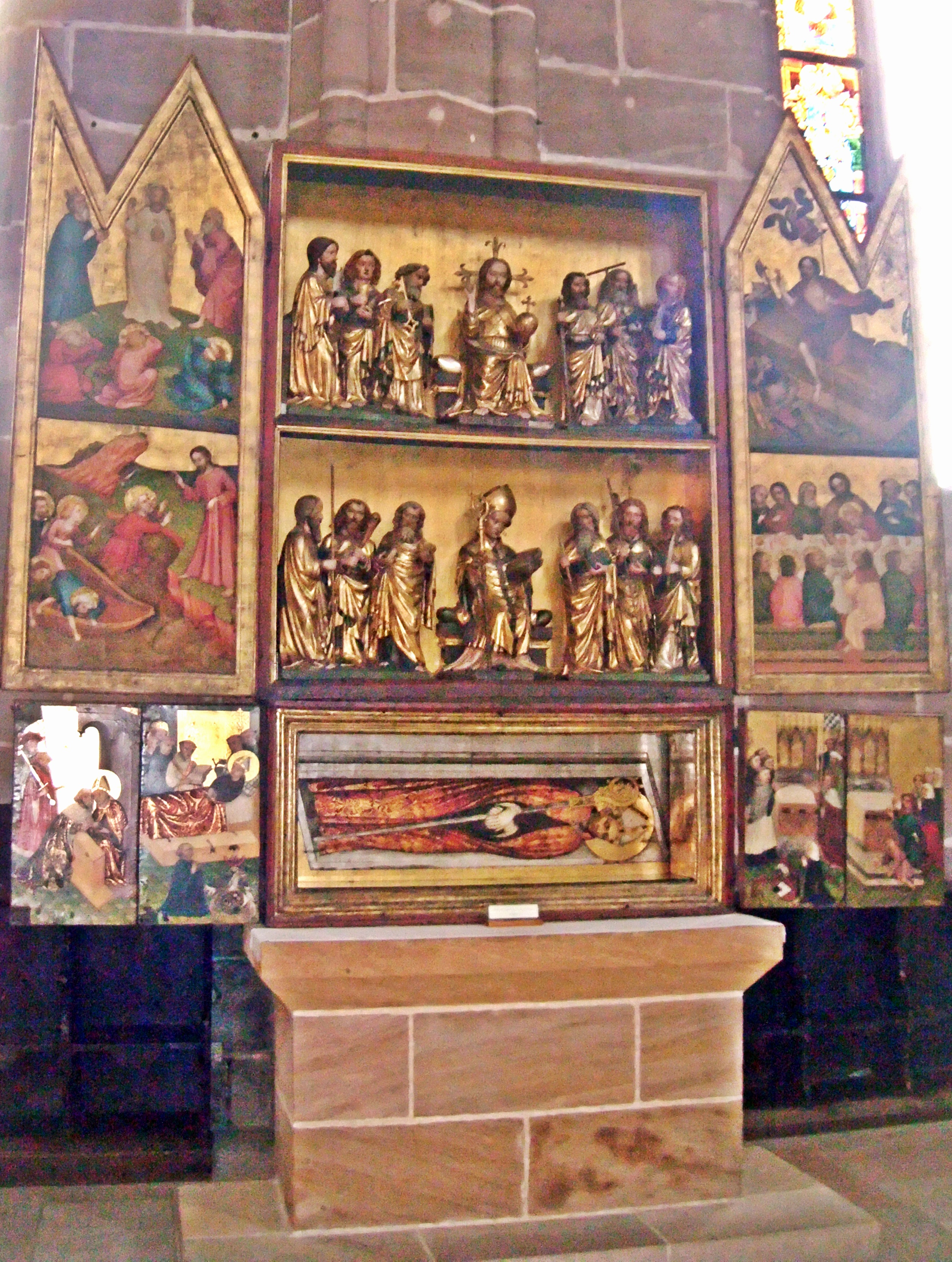
Deocarusaltar (1436/1437)
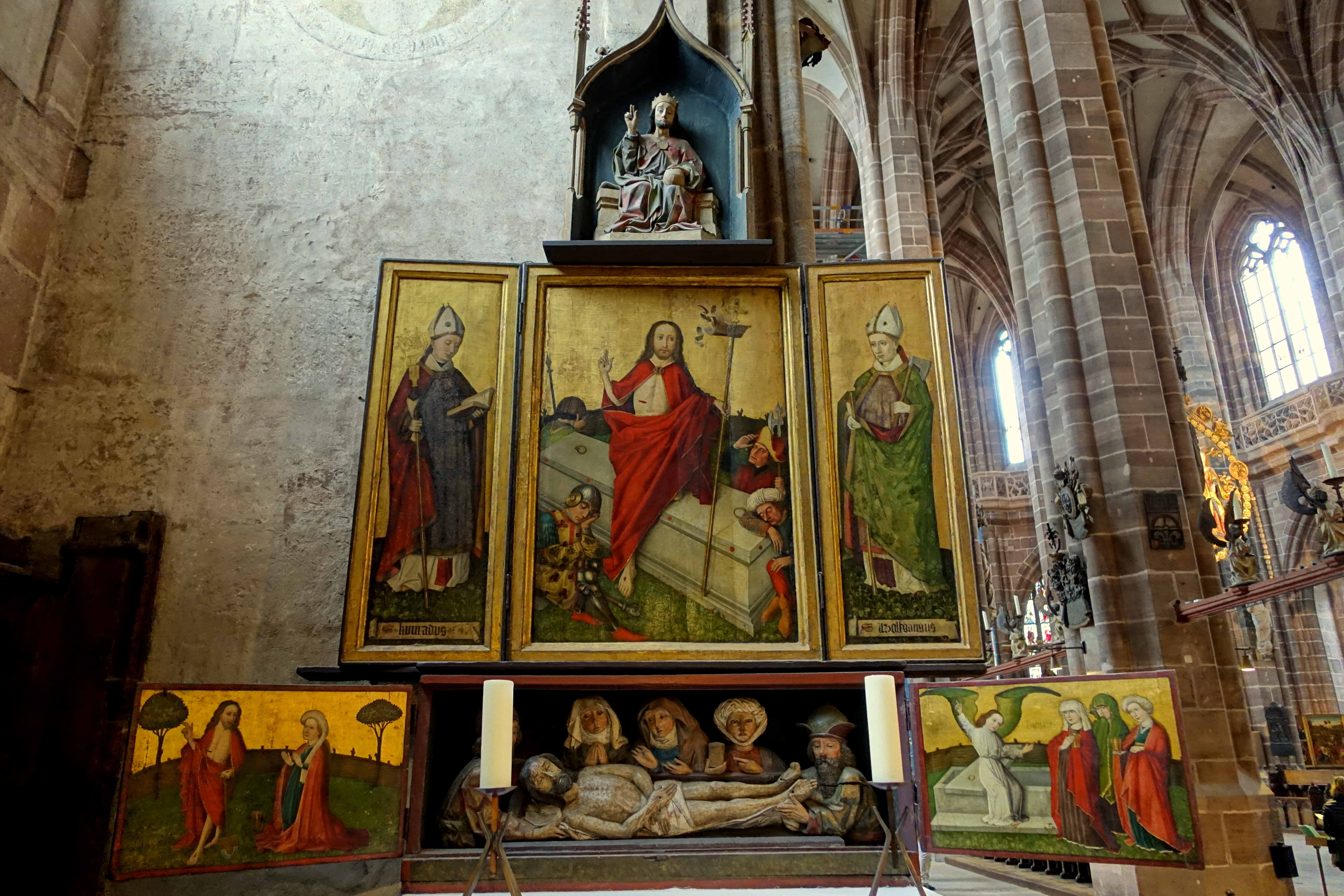
Wolfgangsaltar (um 1450)
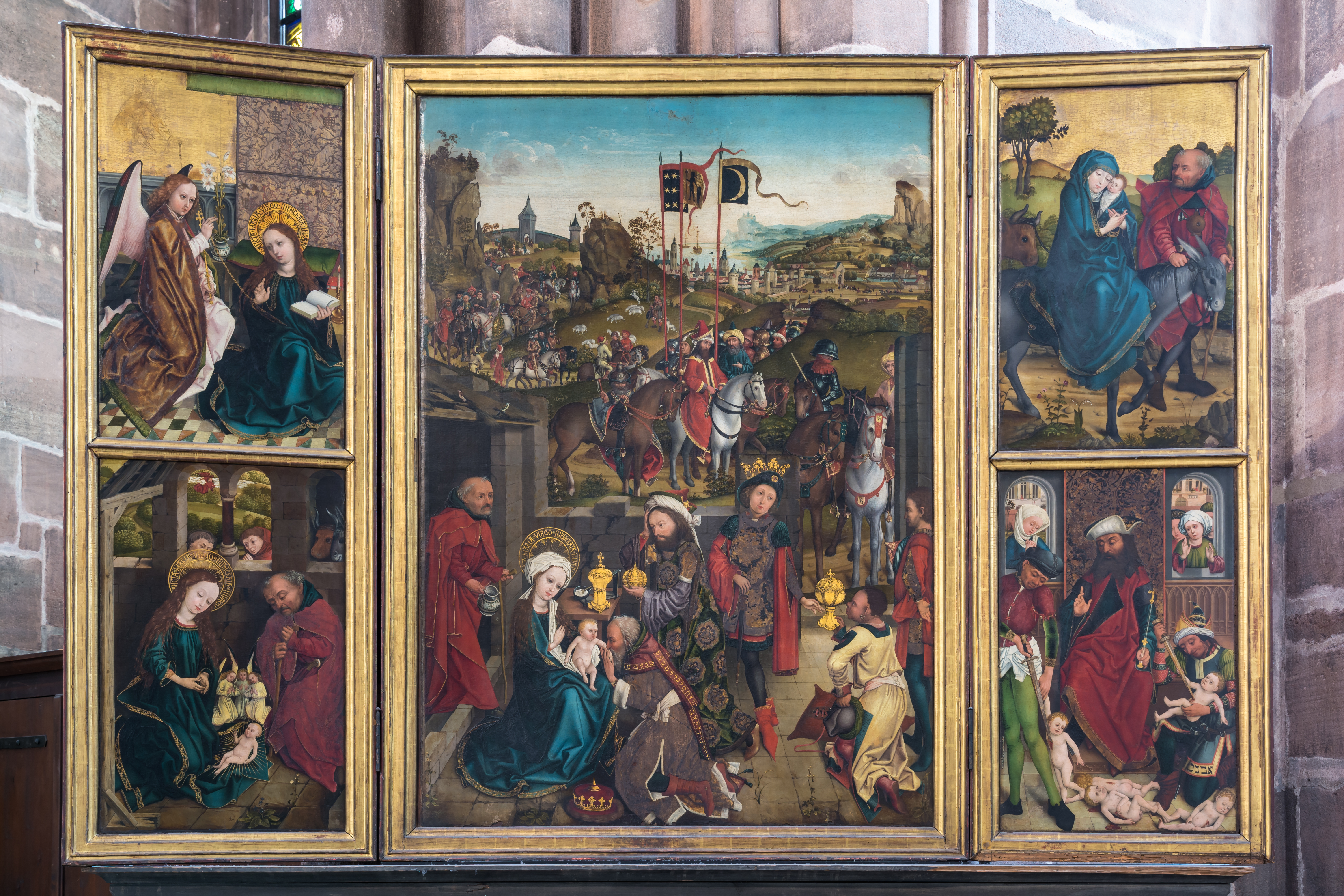
Dreikönigsaltar von Hans Pleydenwurff (um 1460)
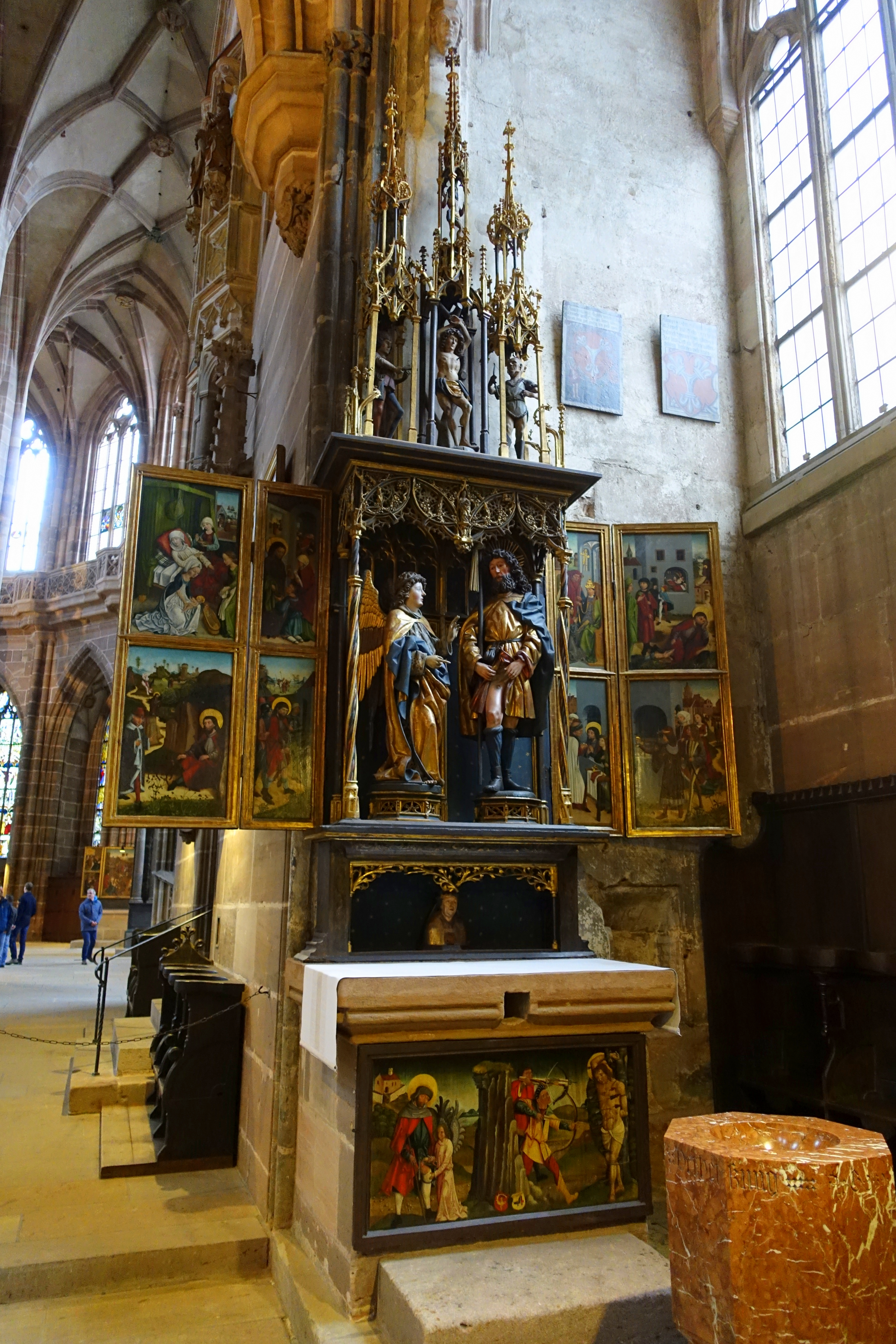
Rochusaltar (1483)
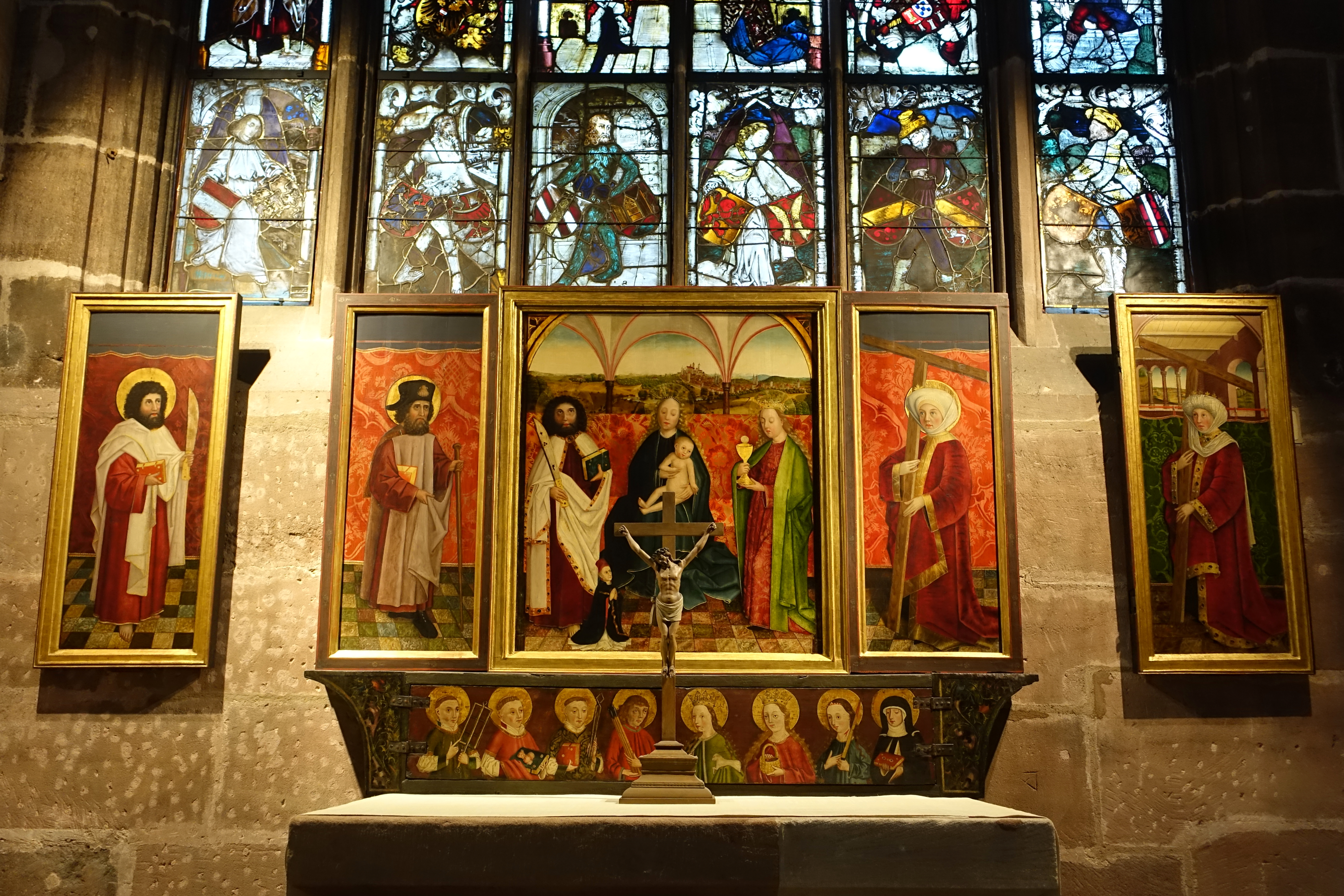
Krellaltar (1483)
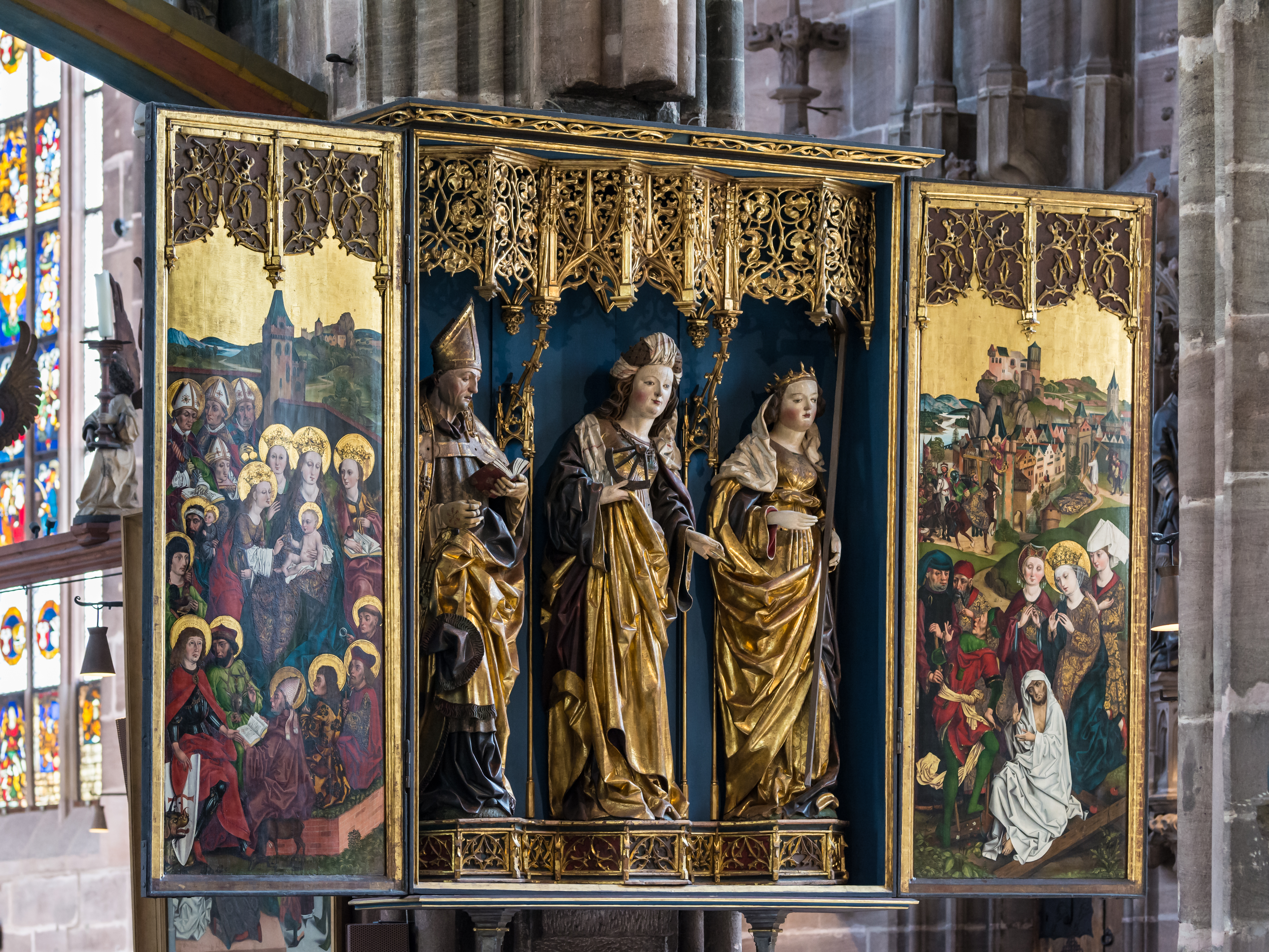
Katharinenaltar von Michael Wolgemut (1485–90)
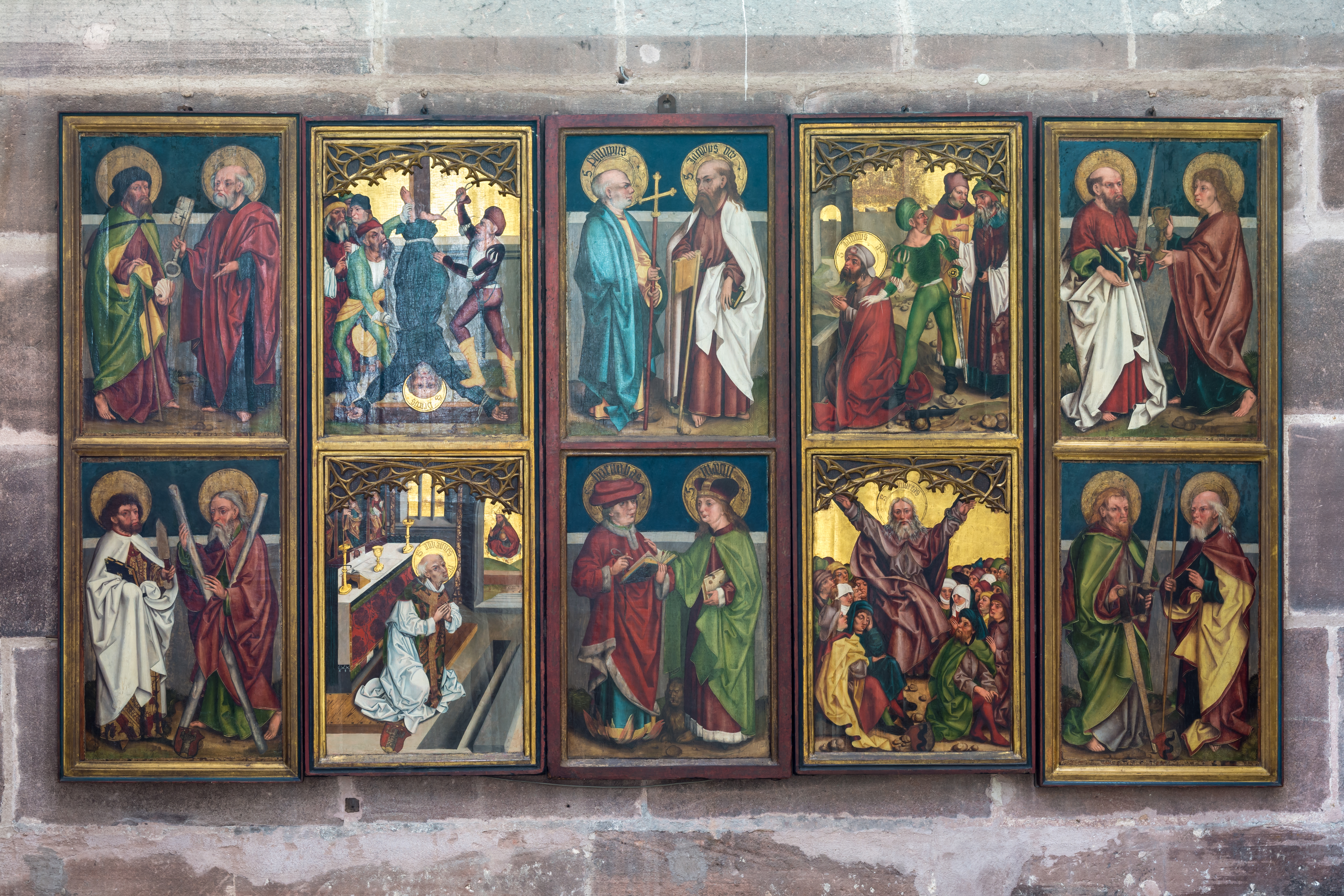
Harsdörfer Altar (um 1490–95, von Hans Traut dem Jüngeren)
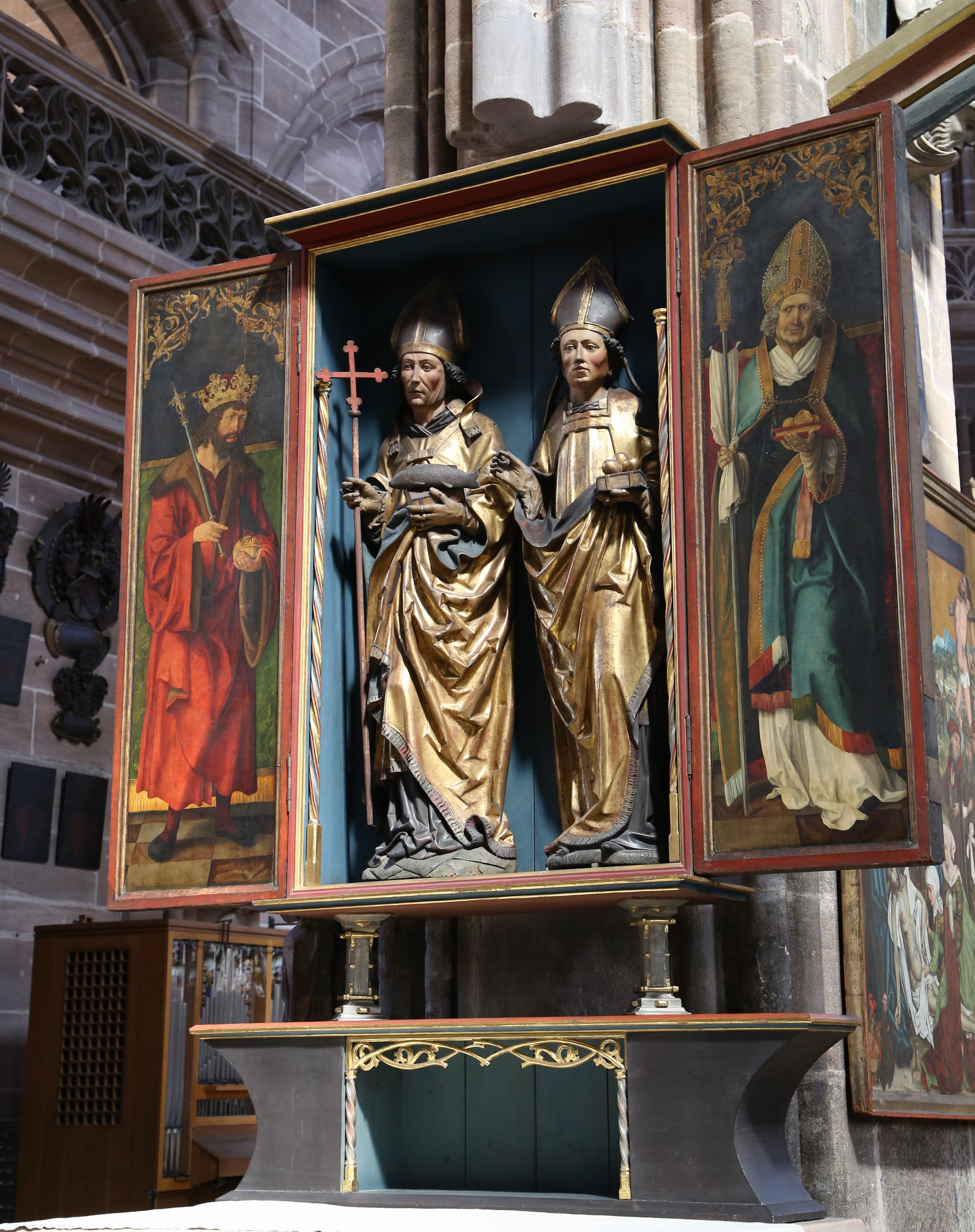
Nikolausaltar
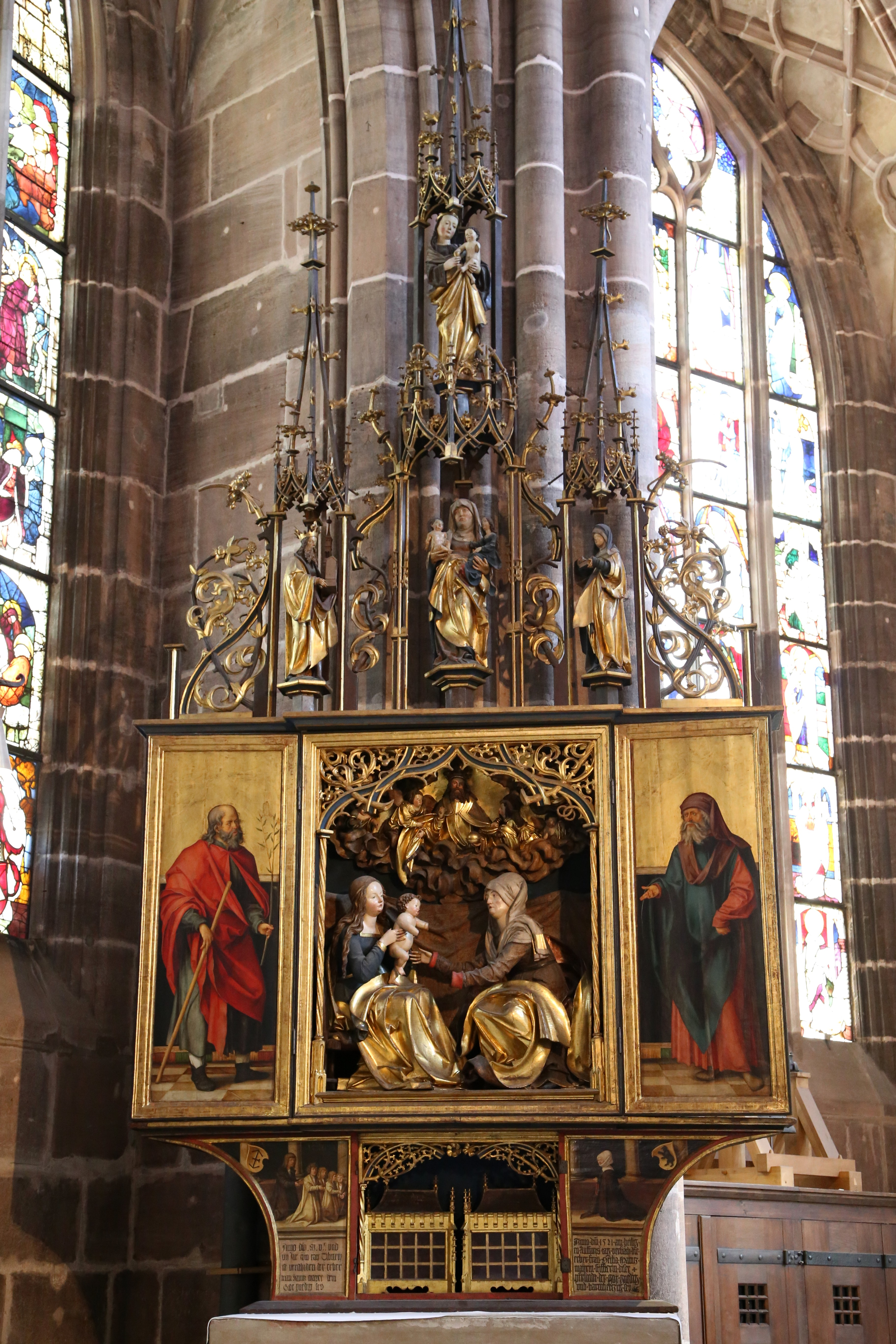
Annenaltar (1510, von Hans Süß von Kulmbach)
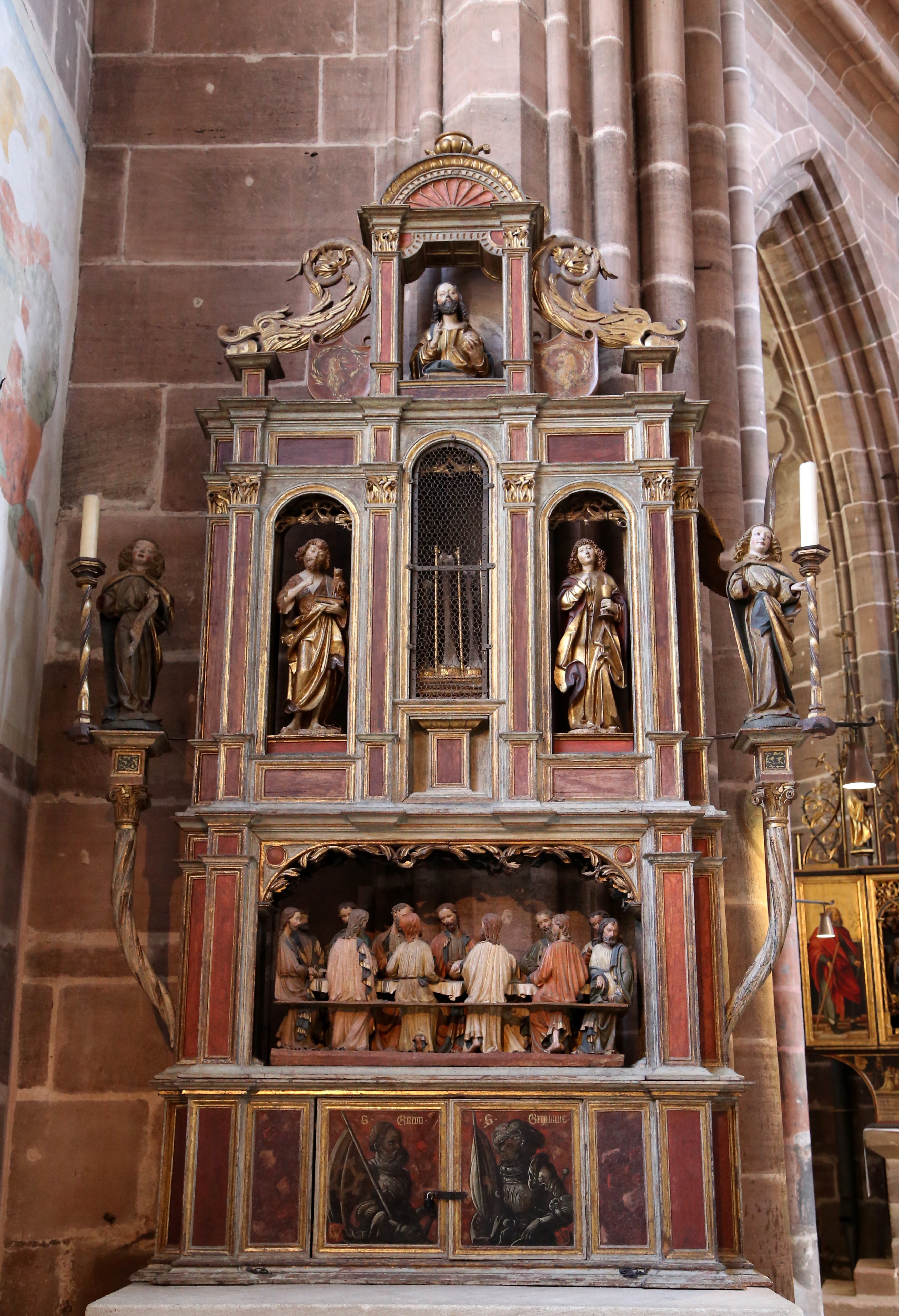
Johannesaltar (1520)

### Fenster
Sowohl im Chor als auch im Langhaus befinden sich bedeutende spätgotische Bleiglasfenster. Die Verglasung des Hallenchors um 1476/77 erfolgte durch Michael Wolgemut, teilweise wohl nach Entwürfen von Hans Pleydenwurff, der 1472 verstorben war und dessen Werkstatt Wolgemut übernommen hatte. In ihr arbeitete später von 1486 bis 1490 als Lehrling Albrecht Dürer. Das Rosettenfenster wurde nach dem Krieg aus Originalteilen, die sich im Depot des Germanischen Nationalmuseums fanden, wiederhergestellt und ersetzte die zerstörte neugotische Verglasung. Der neue Orgelprospekt wurde so konstruiert, dass die Rosette wieder ganz zu sehen ist.
- Im Chorhaupt (Osten) befindet sich mittig das Kaiserfenster (1476–77, gestiftet von Kaiser Friedrich III., der sich oft in Nürnberg aufgehalten hat, nach Entwurf von Michael Wolgemut. Der Kaiser und seine Gemahlin Eleonore von Portugal sind in vollem Ornat dargestellt; im oberen Teil Legenden des Kaisers Konstantin.)

Links davon (auf der Nordseite des Chors, von der Mitte her der Reihe nach):
- Knorr-Fenster (1476 gestiftet vom Pfarrer Peter Knorr, der rechts von der Wappenscheibe in seiner Studierstube zu sehen ist; neben ihm die Heiligen Laurentius und Stephanus sowie die beiden Gründer der Bamberger Diözese, das heiliggesprochene Kaiserpaar Heinrich II. und Kunigunde mit dem Modell des Bamberger Domes)
- Haller-Fenster (1480, Passion Christi)
- Rieter-Fenster (1479–1481, untere Reihe Stifterzone der Brüder Peter und Sebald Rieter mit heraldischen Inhalten. Figürliche Szenen aus dem Leben Mose, namentlich der Bücher Exodus und Numeri; ferner Auszug aus Ägypten und Einzug in das Land der Verheißung). Stiftung der Brüder nach Rückkehr von einer Pilgerreise ins Heilige Land.
- Erstes Tucher-Fenster (gestiftet 1591 von Herdegen Tucher)
- Paumgartner-Fenster.

Rechts vom Kaiserfenster im Chor:
- Konhofer-Fenster (posthume Stiftung des 1452 verstorbenen Pfarrers zu St. Lorenz und Dompropstes zu Regensburg Konrad Konhofer[7], der vor seinem Namenspatron kniet. Neben Heiligen und Kirchenvätern: die Wundererscheinungen des Klosterhirten zu Langheim, heute Vierzehnheiligen, im Jahre 1445)
- Volckamer-Fenster (von Peter Volckamer nach 1480 gestiftet, bedeutendes Werk des Straßburger Glasmalers Peter Hemmel von Andlau; Thema ist die Wurzel Jesse)
- Schlüsselfelder-Fenster (um 1481, unvollständig; Teile aus einem Tucher-Fenster; Hostienmühle mit Evangelistensymbolen)
- Hirschvogel-Fenster
- Zweites Tucher-Fenster (Ersatz eines älteren Fensters durch eine jüngere Stiftung von 1601. Gedächtnisfenster zu Ehren der verstorbenen Ahnen, mit Wappen und posaunenblasenden Engeln; vom Zürcher Glasmaler Jacob Sprüngli)

Auf der Südseite des Langhauses befindet sich im 3. Joch vom Westportal her (drittes Fenster):
- das Schmidtmayer-Fenster (untere Zeile: heraldische Stifterzone, obere Reihe: Szenen aus der Laurentius-Überlieferung des Kirchenpatrons). Die Entwürfe zu diesem Fenster stammen von Albrecht Dürer und seinem Schüler Hans Süß von Kulmbach, gefertigt in der Werkstatt von Veit Hirschvogel.[8]
- im 4. Joch das Löffelholz-Fenster (1506 von Hans Baldung Grien aus der Dürer-Werkstatt entworfen)
- im 5. Joch das Fenster mit den Wappen der Holzschuher und Schnöd (letztere ein „ehrbares Geschlecht“ des Zweiten Standes, 1552 nach Ulm abgewandert)
- im 6. Joch Fenster mit diversen Patrizierwappen
- im 7. Joch Fenster mit zahlreichen Wappenmedaillons
- im 8. Joch Nützel-Fenster mit Wappen der Nützel von Sündersbühl und angeheirateter Familien (ca. 1550–1620), in der untersten Reihe ältere Wappen der Staudigel (ca. 1390–1400), von denen die Nützel das Stifterfenster (und den Herrensitz in Sündersbühl) vor 1340 geerbt hatten.

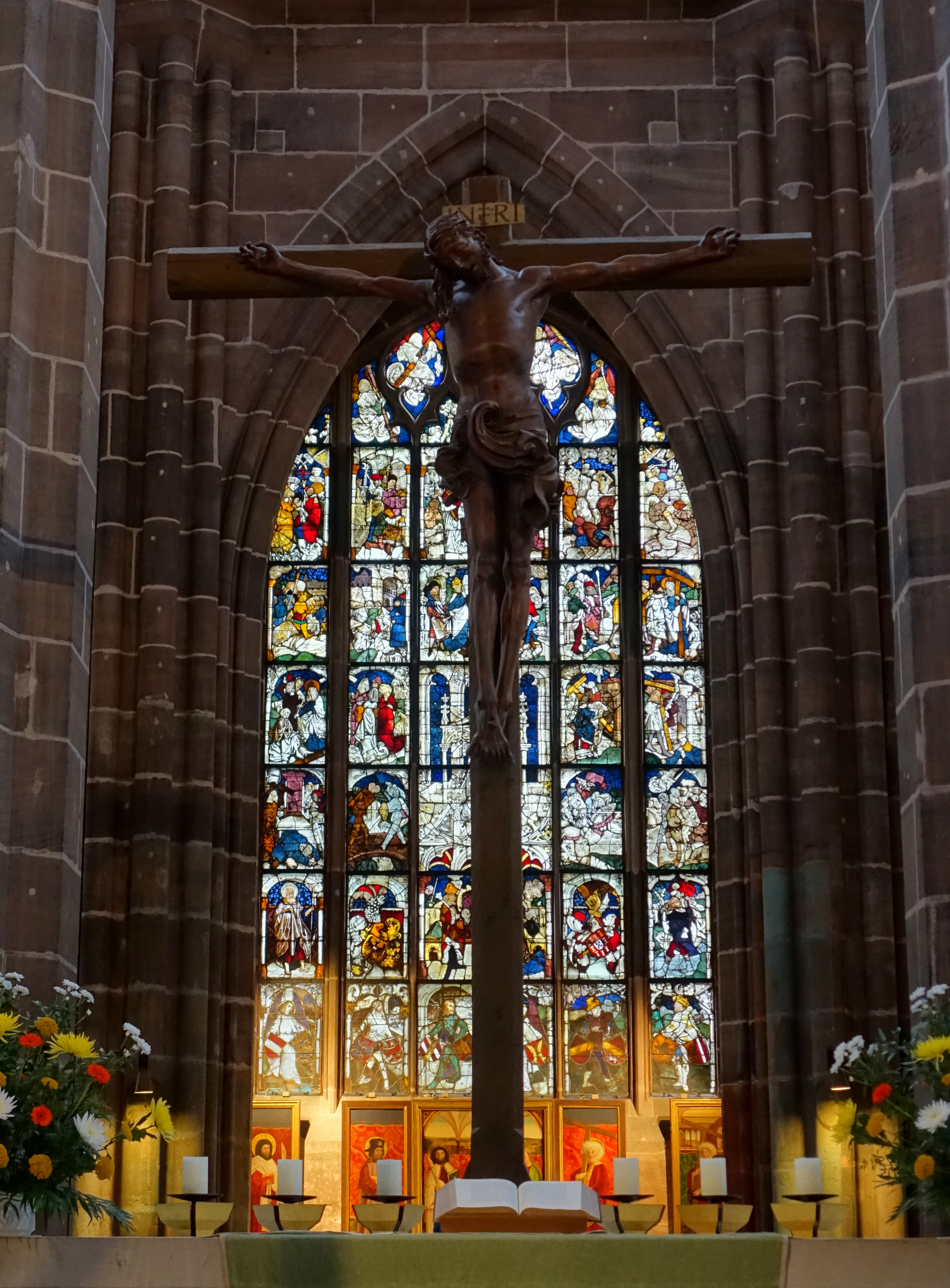
Fenster Kaiser Friedrichs III.
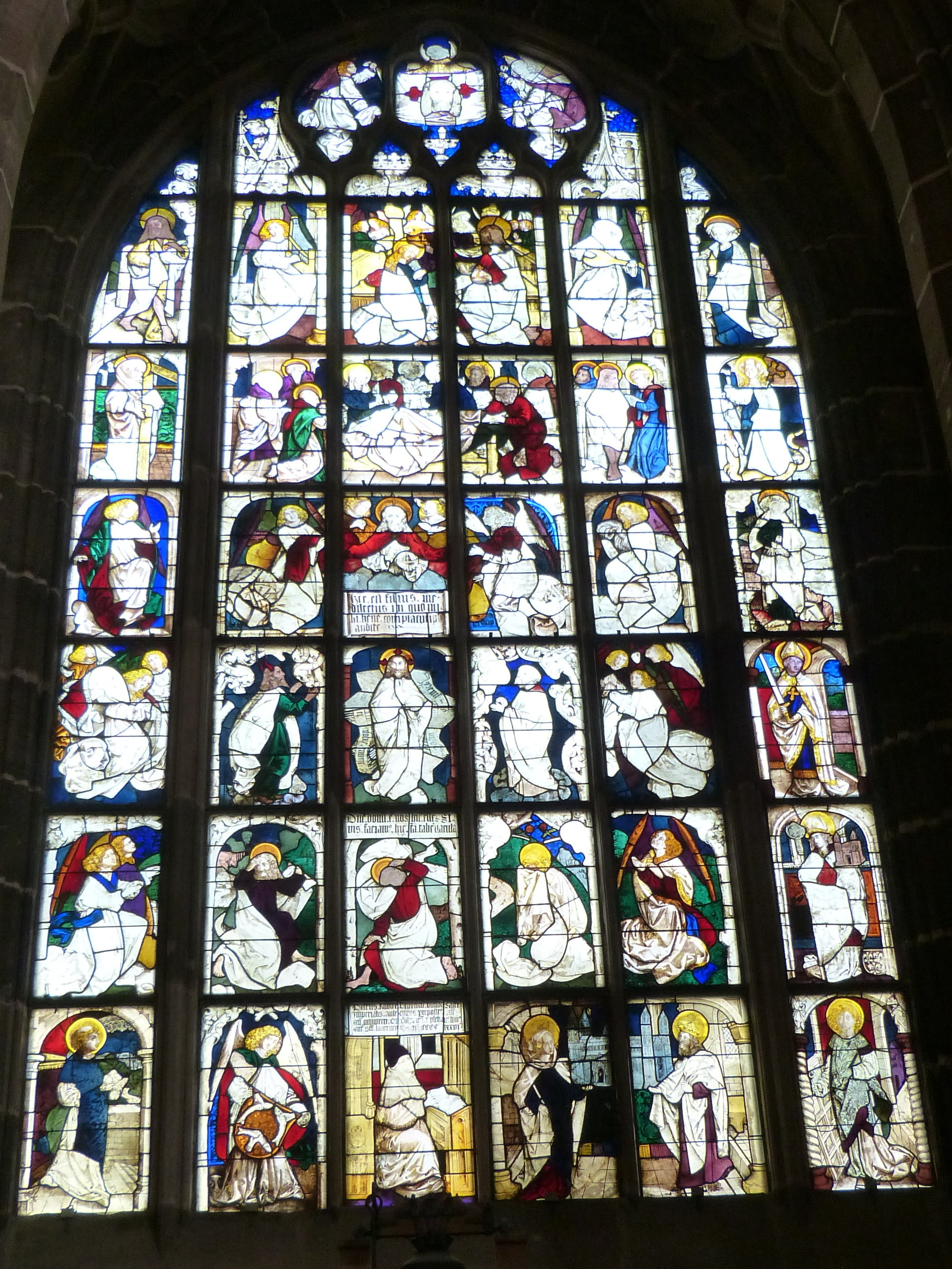
Knorr-Fenster
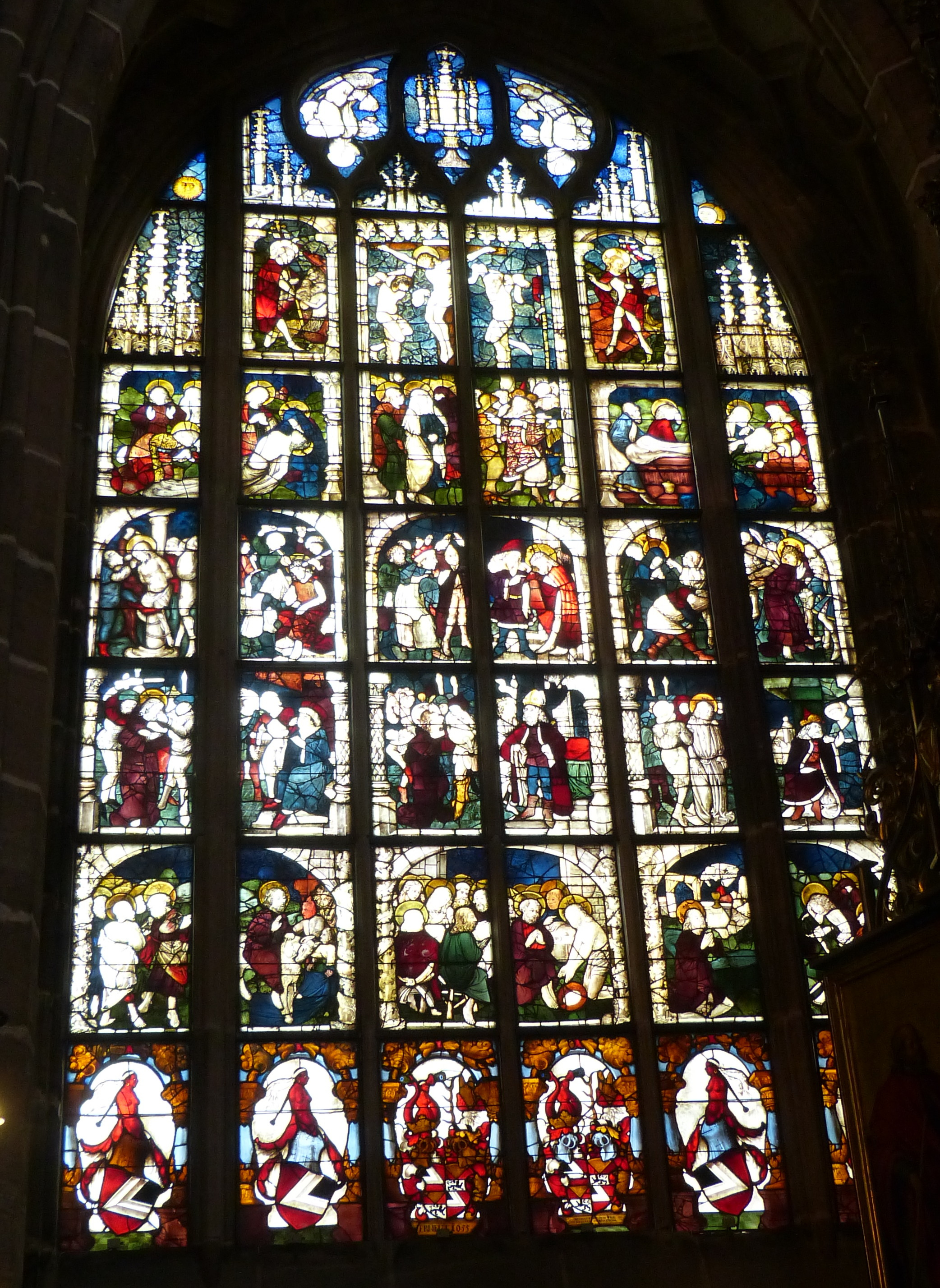
Haller-Fenster
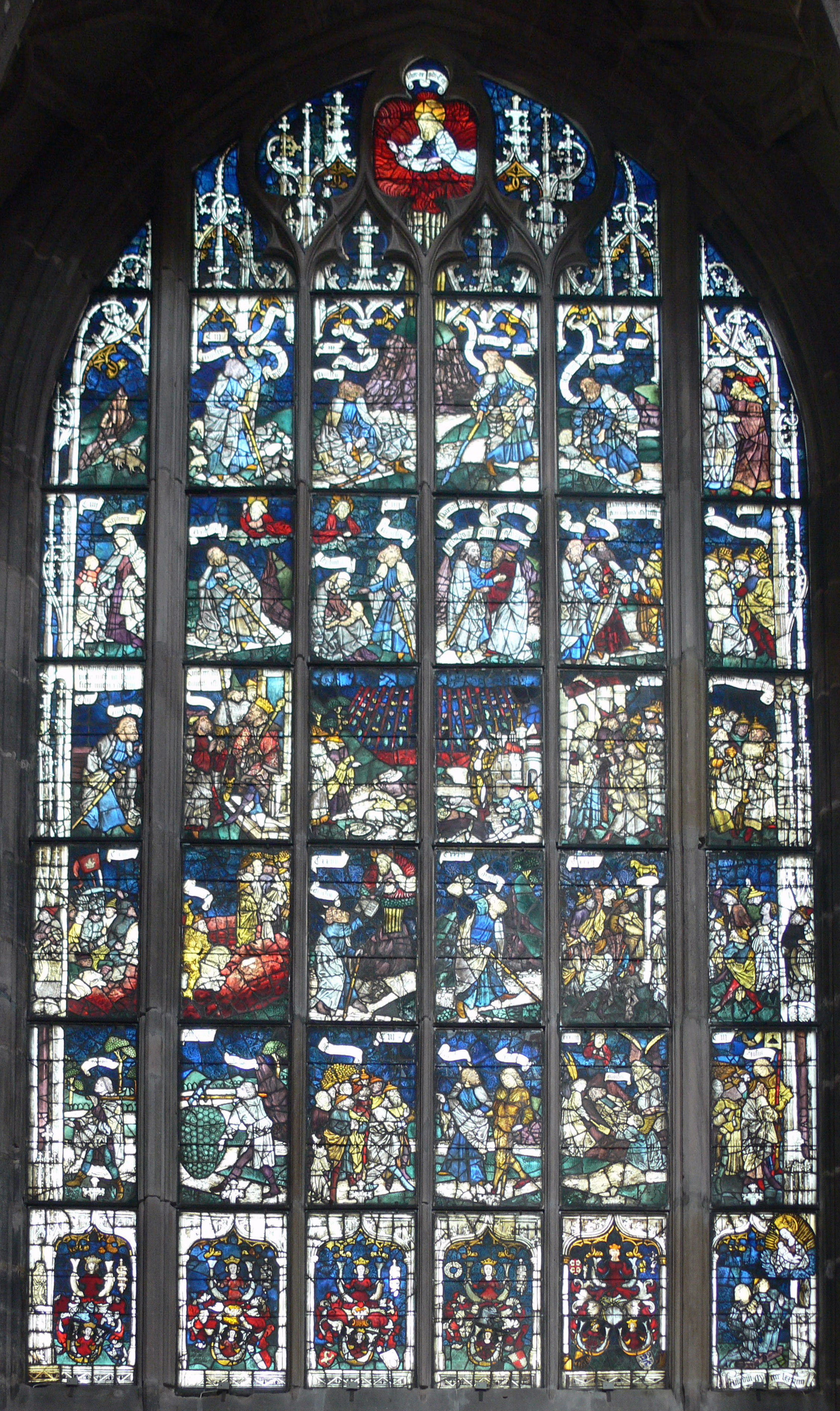
Rieter-Fenster
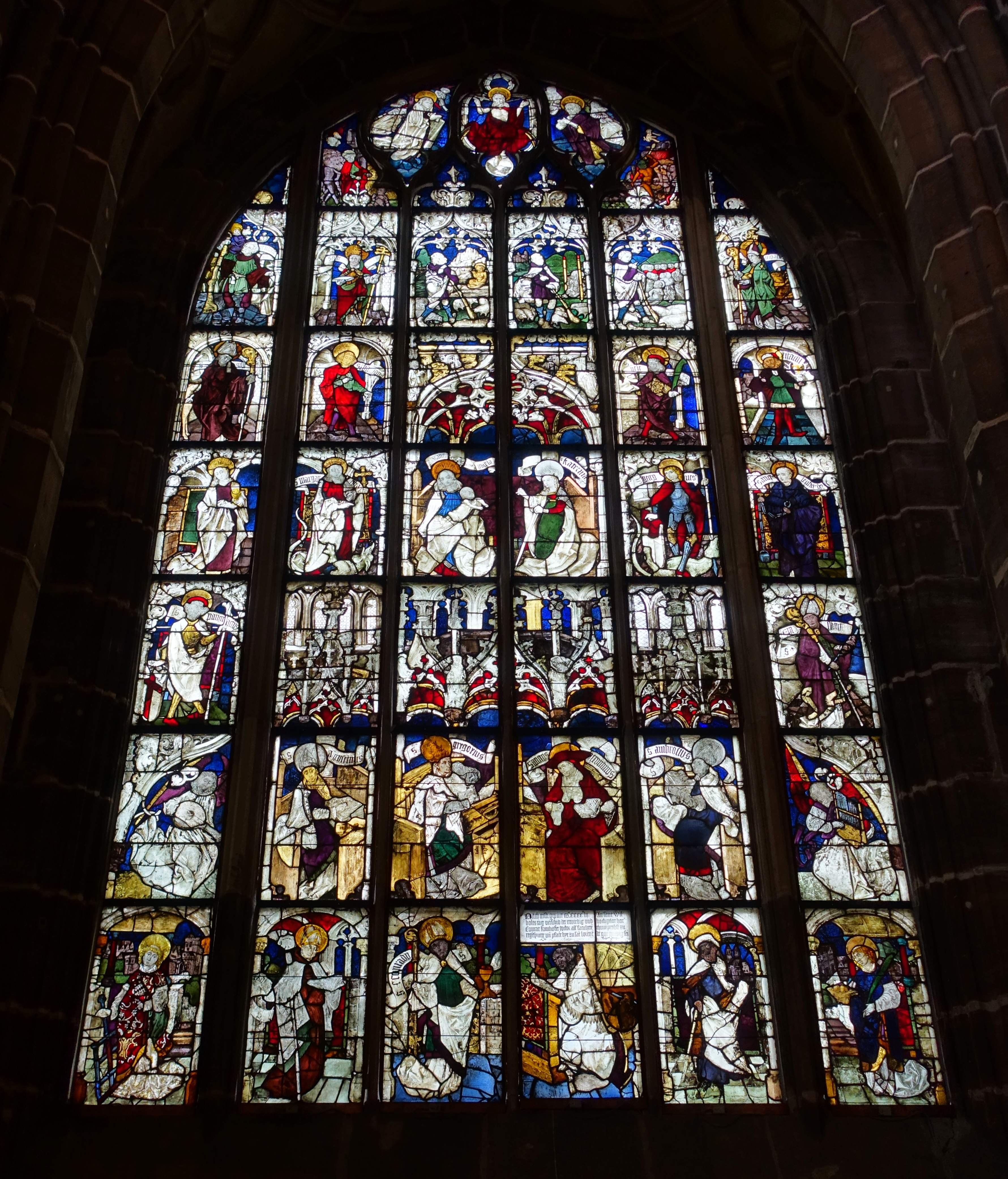
Konhofer-Fenster
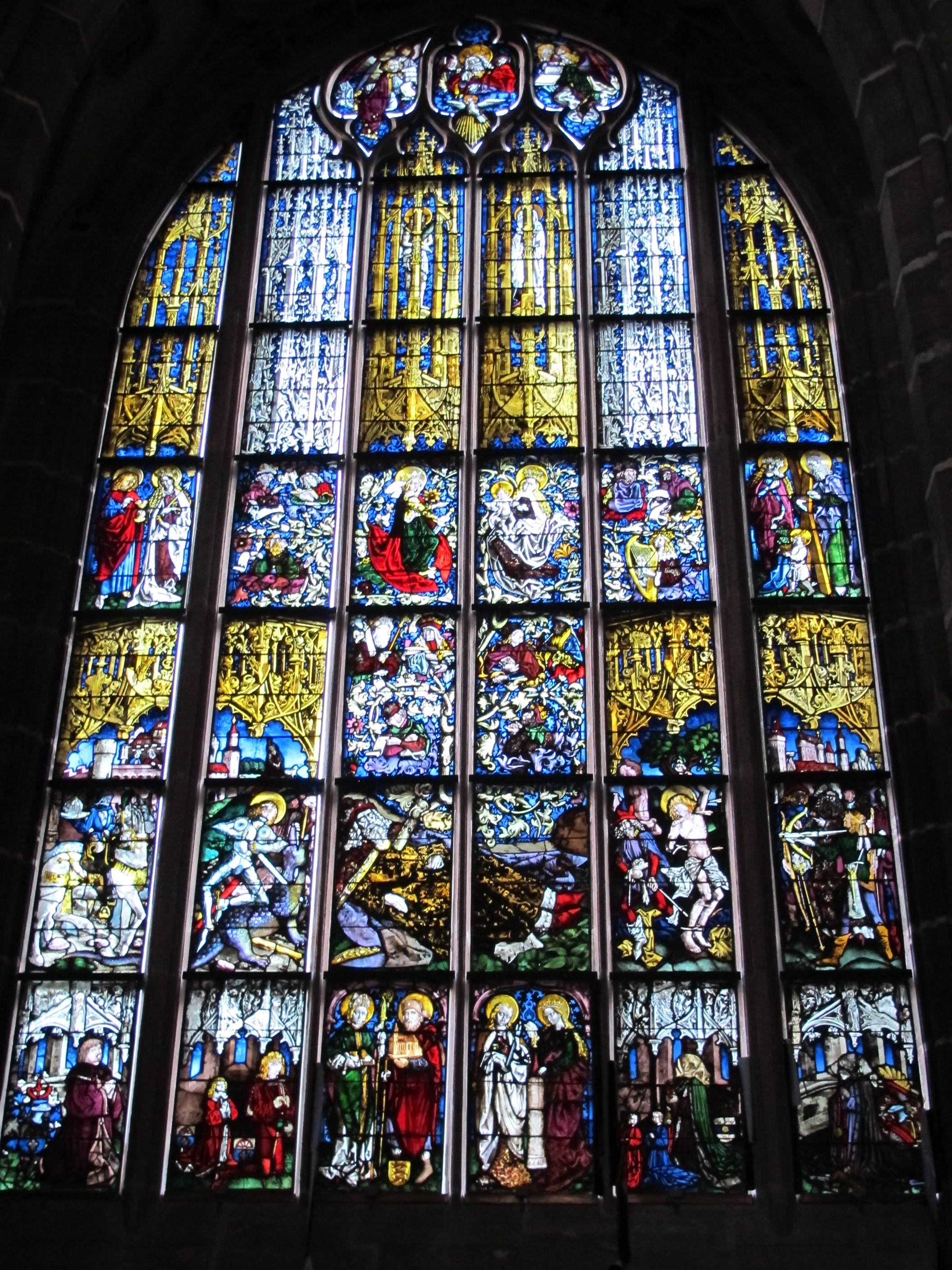
Volckamer-Fenster
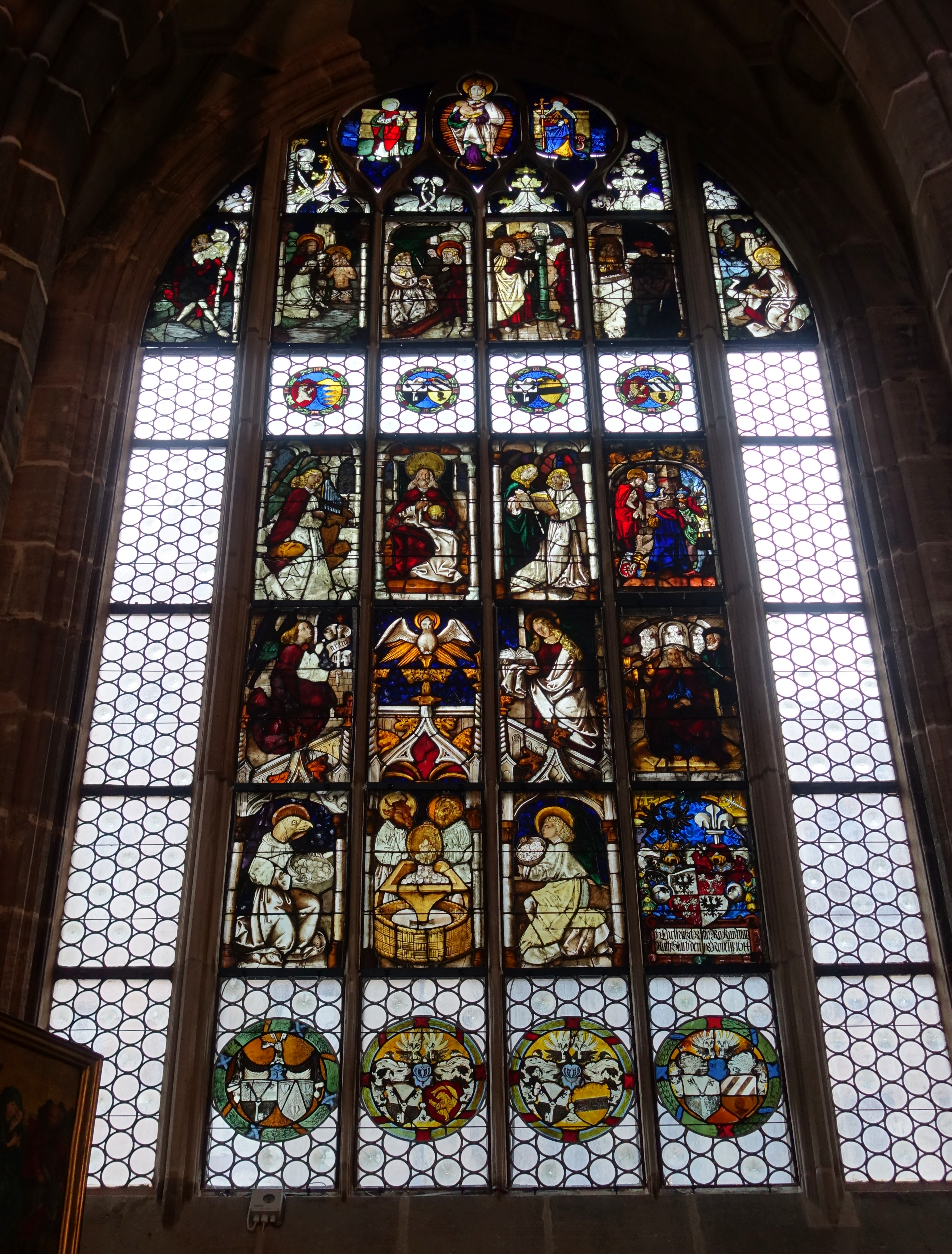
Schlüsselfelder-Fenster
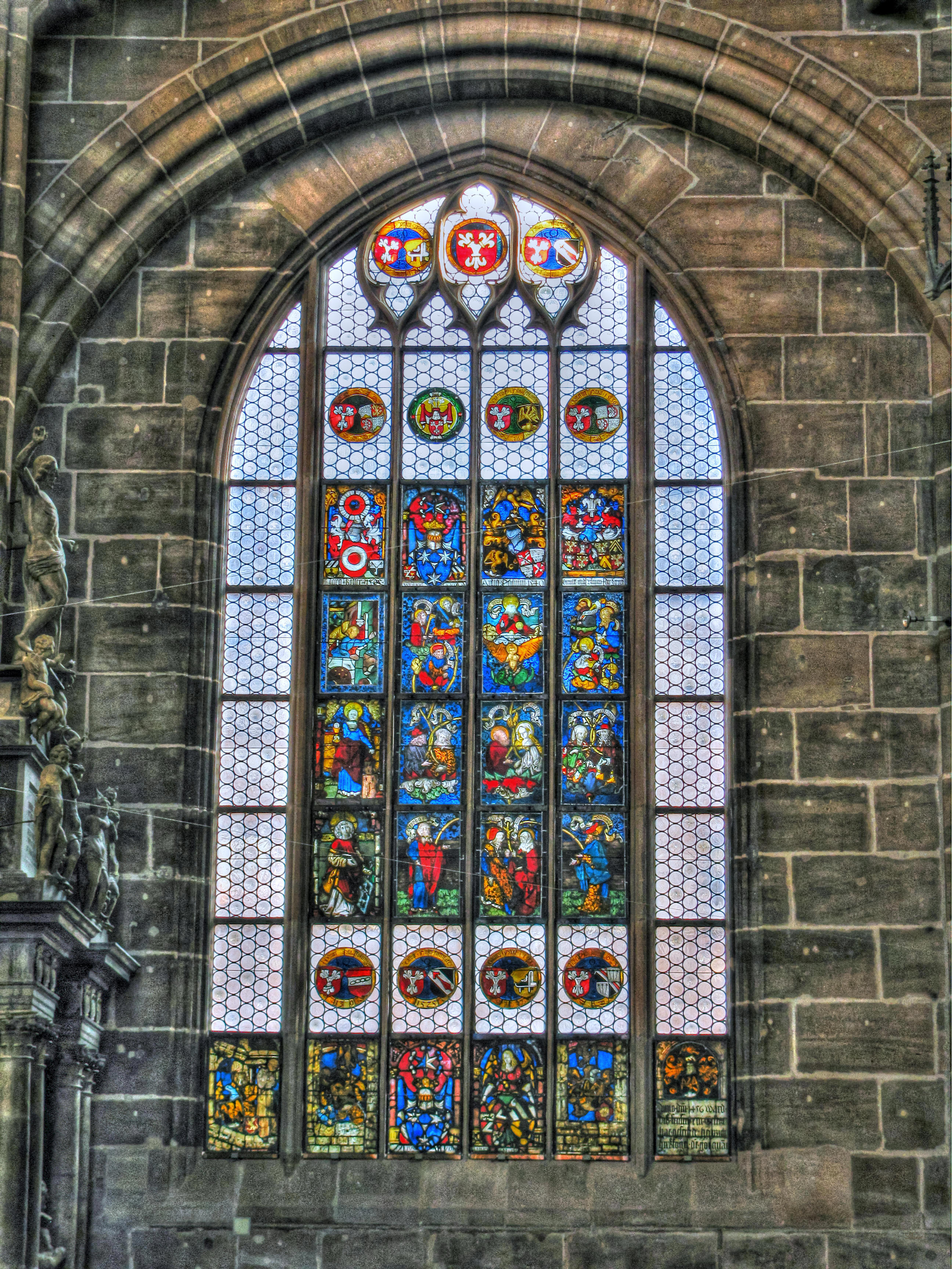
Stromer-Fenster
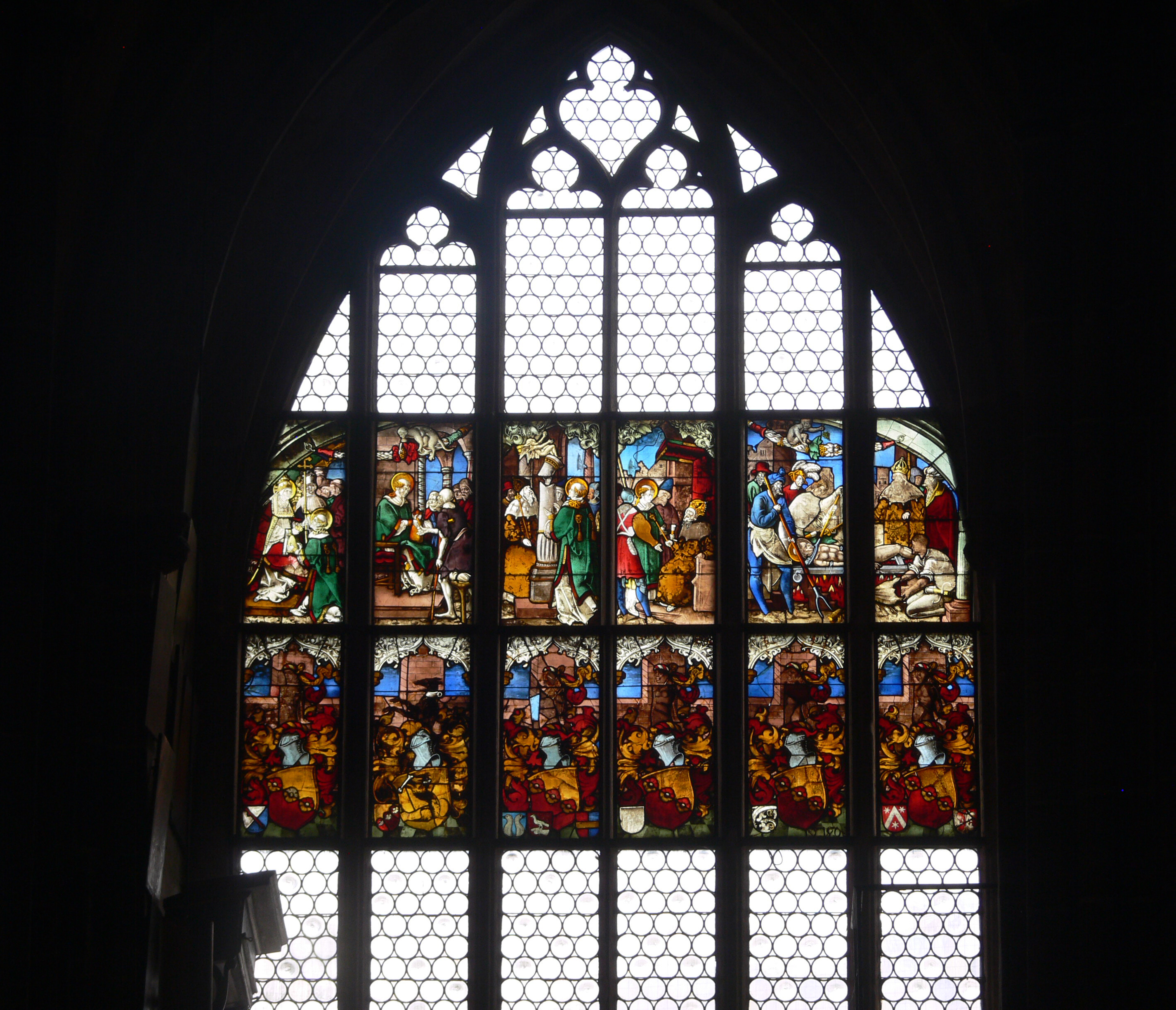
Schmidtmayer-Fenster (von Albrecht Dürer und Hans Süß von Kulmbach)
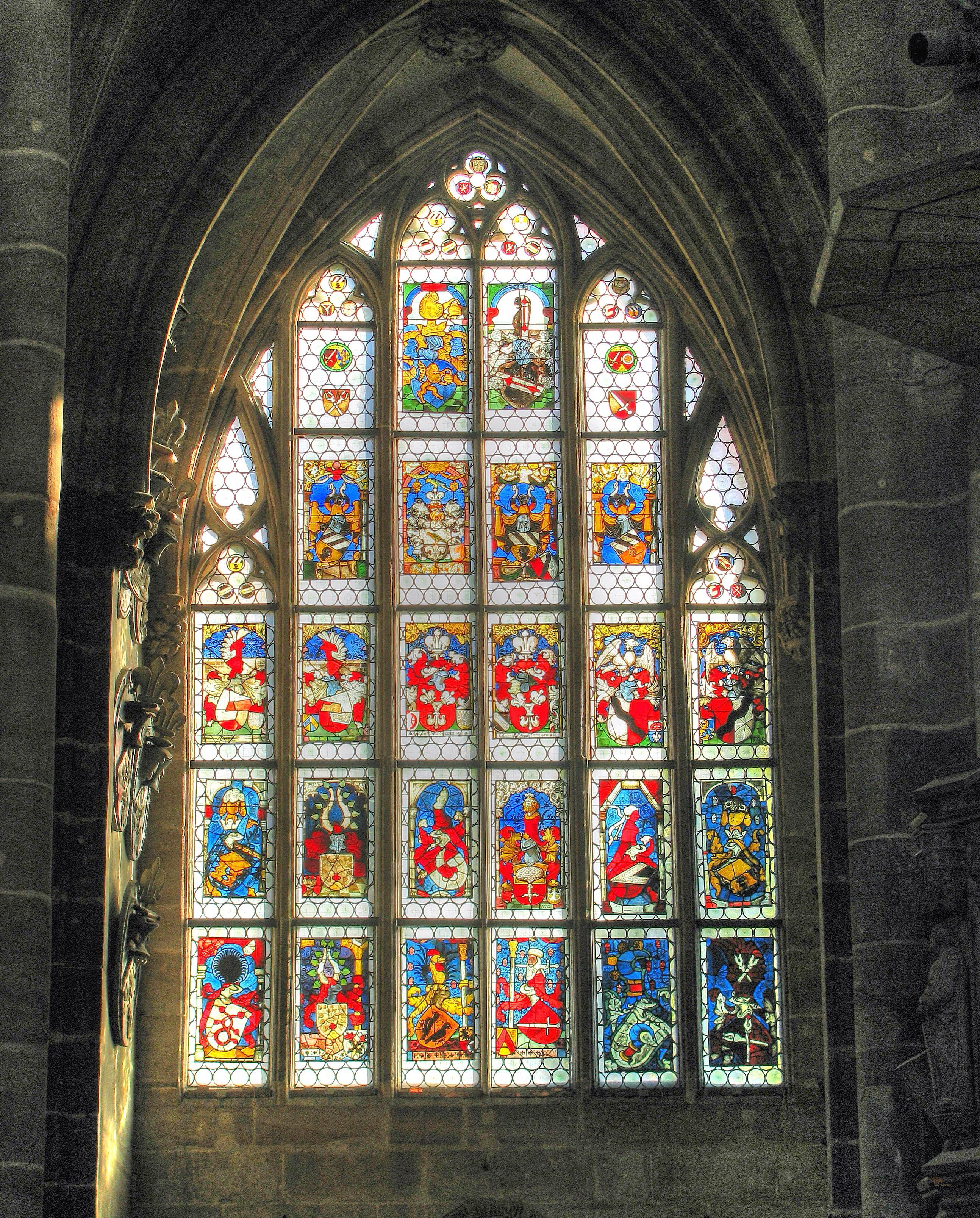
Fenster mit diversen Patrizierwappen (6. Joch Südseite)

### Weitere Kunstwerke
In der Kirche befinden sich zahlreiche Totenschilde von Angehörigen des Nürnberger Patriziats. Viele Skulpturen aus Holz und Stein, einige Wandgemälde, Epitaphien, Glocken und ein Chorgestühl vom Ende des 15. Jahrhunderts vervollständigen die Ausstattung. Auch am Außenbau sind zahlreiche Skulpturen angebracht, von denen einige inzwischen durch Kopien ersetzt werden mussten.

## Glocken

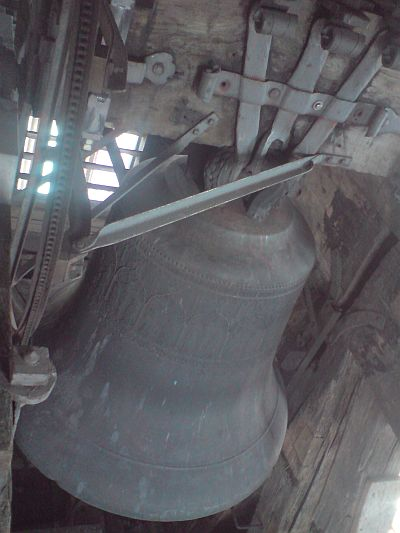
Laurentia (Betglocke)

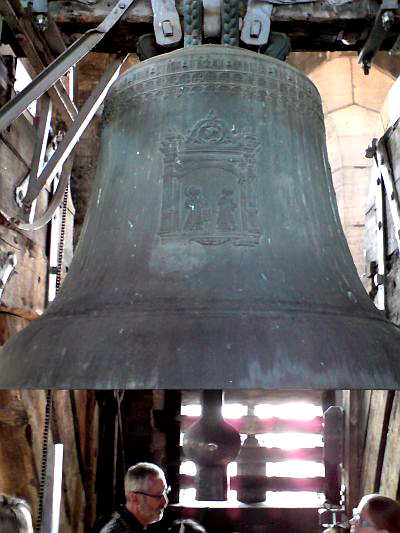
Tagmess- und Feuerglocke

Das Geläut der Lorenzkirche besteht aus insgesamt 16 Glocken und steht damit an zweiter Stelle der glockenreichsten Geläute der evangelischen Kirche in Deutschland. Zehn Glocken bilden das Hauptgeläut, sechs das Cymbelgeläut; im Silbertürmchen an der Westfassade hängt die neue Silberglocke. Alle Glocken hängen in Holzglockenstühlen an Holzjochen. Bei den letzten Sanierungen im 20. Jahrhundert erhielten die größeren Glocken Obergewichte auf den Jochen sowie Klöppel mit Kontergewichten.

### Hauptgeläut
| Name                            | Gussjahr | Gießer                      | Durchmesser (mm) | Masse (kg) | Schlagton (HT-1/16) | Glockenstuhl    |
| ------------------------------- | -------- | --------------------------- | ---------------- | ---------- | ------------------- | --------------- |
| Christusglocke                  | 1953     | Friedrich Wilhelm Schilling | 1.815            | 4.407      | h0 −4               | Nordturm        |
| Laurentia (Betglocke)           | 1409     | Hainrich Grunwalt           | 1.608            | ≈2.600     | e1 −1               | Südturm         |
| Tagmess- und Feuerglocke        | 1552     | Hans (III) Glockengießer    | 1.490            | 2.006      | d1 −1               | Nordturm        |
| Totengedenkglocke               | 1953     | Friedrich Wilhelm Schilling | 1.180            | 1.153      | fis1 ±0             | Südturm         |
| Garausglocke                    | um 1400  | anonym (Hermann Kessler)    | 1.040            | ≈700       | gis1 +2             | Südturm         |
| Paulusglocke (Vaterunserglocke) | 1953     | Friedrich Wilhelm Schilling | 988              | 668        | a1 −1               | Südturm         |
| Lutherglocke                    | 1953     | Friedrich Wilhelm Schilling | 885              | 480        | h1 +1               | Südturm-Oktogon |
| Osianderglocke                  | 1953     | Friedrich Wilhelm Schilling | 802              | 377        | d2 ±0               | Südturm-Oktogon |
| Lazarus-Spengler-Glocke         | 1953     | Friedrich Wilhelm Schilling | 705              | 253        | e2 −1               | Südturm-Oktogon |
| Jugenddankglocke                | 1953     | Friedrich Wilhelm Schilling | 630              | 185        | fis2 −1             | Südturm-Oktogon |

### Silberglocke im Silbertürmchen
| Name         | Gussjahr | Gießer                      | Durchmesser (mm) | Masse (kg) | Schlagton (HT-1/16) |
| ------------ | -------- | --------------------------- | ---------------- | ---------- | ------------------- |
| Silberglocke | 1960     | Friedrich Wilhelm Schilling | 389              | 39         | d3 +6               |

### Cymbelgeläut im Nordturm-Oktogon
| Name          | Gussjahr | Gießer                      | Durchmesser (mm) | Masse (kg) | Schlagton (HT-1/16) |
| ------------- | -------- | --------------------------- | ---------------- | ---------- | ------------------- |
| Laudate       | 1954     | Friedrich Wilhelm Schilling | 505              | 90         | a2 +4               |
| Magnificat    | 1954     | Friedrich Wilhelm Schilling | 454              | 64         | h2 +5               |
| Benedictus    | 1954     | Friedrich Wilhelm Schilling | 410              | 39         | cis3 +5             |
| Nunc Dimittis | 1954     | Friedrich Wilhelm Schilling | 355              | 35         | e3 +5               |
| Adorate       | 1954     | Friedrich Wilhelm Schilling | 325              | 28         | fis3 +4             |

### Glocken im Hauptschiff
| Name              | Gussjahr      | Gießer                   | Durchmesser (mm) | Masse (kg) | Schlagton (HT-1/16) | Anmerkung                |
| ----------------- | ------------- | ------------------------ | ---------------- | ---------- | ------------------- | ------------------------ |
| Alte Silberglocke | 2. H. 14. Jh. | anonym (Hermann Kessler) | 375              | ≈30        | d3 +6               | hängt im Ostchor         |
| Feyerglocke       | 1. H. 14. Jh. | anonym (Hermann Kessler) | 1.504            | 2.637      | e1 +0,5             | am Westportal abgestellt |

### Läuteordnung
Die Glocken werden nach einer Läuteordnung zum Klingen gebracht.
Zum Gebet läutet jeden Morgen um 8 und abends um 21 Uhr die Tagmessglocke, um 12 Uhr die Laurentia, je nach Sonnenuntergang zwischen 16 und 20 Uhr die Garausglocke zum Garausläuten und jeden Freitag um 15 Uhr die Christusglocke zum Kreuzestod Jesu. Während des Vaterunsergebets wird die Paulusglocke geläutet.
Jeden Samstag um 14 Uhr erklingt das Feierabendläuten als Sonntageinläuten mit den Glocken Tagmess, Totengedenk, Paulus, Luther und Osiander. Je nach Gottesdienstform, Festgrad und Kirchenjahreszeit variieren die Anzahl und Zusammenstellung der Glocken:
- Weihnachten, Ostern, Christi Himmelfahrt, Pfingsten, Konfirmation: Hauptgeläut + Silberglocke + Cymbelgeläut
- Gründonnerstag: Christus, Tagmess und Totengedenk
- Karfreitag: Christus, Tagmess, Laurentia und Totengedenk
- Sonntage in der Osterzeit: Hauptgeläut ohne Tagmess und Garaus
- Sonntage im Advent, in der Weihnachtszeit und Fastenzeit: Christus, Laurentia, Totengedenk, Garaus, Luther und Lazarus Spengler
- Sonntage in der Epiphaniaszeit und Trinitatiszeit: Tagmess, Laurentia, Totengedenk, Paulus, Luther und Osiander
- Taufgottesdienst: Totengedenk, Paulus, Luther, Osiander und Lazarus Spengler
- Wochengottesdienst, Trauung: Totengedenk, Paulus, Luther und Osiander
- Morgenandacht: Paulus, Luther und Osiander

## Orgeln
Die Lorenzkirche verfügt über drei Orgeln mit zusammen über 12.000 Pfeifen: die Hauptorgel (auf der Hauptempore unter der Rosette), die Laurentiusorgel (Schwalbennestorgel im Langschiff) und die Stephanusorgel (Chororgel im oberen Hallenchorumgang). Mit 157 klingenden Registern beherbergt die Lorenzkirche Nürnberg die zweitgrößte Orgelanlage in Deutschland (in Passau befindet sich die größte Orgel Deutschlands) und die größte Orgelanlage einer evangelischen Kirche in Deutschland. Die Orgelanlage der Lorenzkirche ist damit eine der größten Orgeln der Welt. Alle drei Orgeln lassen sich über zwei elektronische Zentralspieltische im Kirchenschiff und auf der Westempore spielen. Die Laurentiusorgel sowie die Stephanusorgel verfügen über separate, mechanische Spieltische.

## Kirchengemeinde
St. Lorenz ist eine aktive evangelisch-lutherische Kirchengemeinde und gehört zum Prodekanat Nürnberg-Mitte mit Dekan Jürgen Körnlein. Geschäftsführende Pfarrerin ist Claudia Voigt-Grabenstein. Neben der Lorenzkirche gehört zu dieser Gemeinde eine Kapelle im Heilig-Geist-Saal. Bis 1994 gehörte der Heilig-Geist-Saal ebenfalls der Kirchengemeinde, wurde jedoch aus Kostengründen an die Stadt Nürnberg verkauft. Daneben betreibt die Kirchengemeinde in der Innenstadt einen Kindergarten, einen Jugendtreff und mehrere Gemeindechöre (Bachchor, Schola, Vokalensemble). Die Kirche dient häufig für kirchenmusikalische Konzerte. Dazu gehört auch das Blechbläser-Ensemble Lorenz Brass. Die Kirchenmusik wird seit 2025 von Lorenzkantor Michael Riedel geleitet.
Die Lorenzkirche ist Bischofskirche der Evangelisch-Lutherischen Kirche in Bayern. Der bayerische Landesbischof wird hier in sein Amt eingeführt. Predigtkirche des Landesbischofs ist jedoch St. Matthäus in München, die deswegen im allgemeinen Sprachgebrauch auch als Bischofskirche bezeichnet wird.
Im Jahr 1903 hat sich der Verein zur Erhaltung der St. Lorenzkirche in Nürnberg e. V. gegründet, deren Mitglieder und Spender sich um den Erhalt und Restaurierung der vorhandenen Ausstattung kümmern. Jährlich werden dafür bis zu 400.000 Euro benötigt, von denen der Staat etwa ein Drittel übernimmt, den größeren Betrag muss die Kirchengemeinde aufbringen. Für Mitglieder und Geber veranstaltet der Verein einmal jährlich die Lorenzer Sommerabende mit geführten Besichtigungen oder auch Besuch bei den Restauratoren.

## Bibel Museum Bayern
Am 8. April 2022 wurde im neu errichteten Lorenzer Pfarrhof das Bibel Museum Bayern eröffnet. In der Dauerausstellung wird in fünf Bereichen unter den Aspekten Faszination, Entwicklung, Entstehung, Erleben und Fragen den Besucherinnen und Besuchern die Bibel zugänglich gemacht. Der Bereich „Ausgegraben“ zeigt die Schätze, die vor dem Neubau des Lorenzer Pfarrhofes während der Grabungen, entdeckt wurden. Hier werden, in Nürnberg einmalig, archäologische Funde am originalen Ort ausgestellt. Sie geben einen interessanten Einblick ins mittelalterliche Leben in einem großen Pfarrhof der Kirche und ergänzen den Besuch der Lorenzkirche.

## Jüdische Grabsteine
Bereits bei Pogromen im Mittelalter wurden jüdische Friedhöfe geschändet. 1970 wurden zu Treppenstufen in der Lorenzkirche umfunktionierte jüdische Grabsteine aus dem 1367 zerstörten jüdischen Friedhof in Nürnberg gefunden. Zwei Jahre lang hatte Jo-Achim Hamburger, Vorsitzender der Israelitischen Kultusgemeinde Nürnberg, über deren Rückgabe und vor allem den damit verbundenen finanziellen Aufwand mit dem evangelischen Dekanat verhandelt. Schließlich teilten die beteiligten Gemeinden sich die Kosten, den Rest steuerte die Stadt Nürnberg bei. Die Steine hängen heute in der Aussegnungshalle am Neuen Jüdischen Friedhof.

## U-Bahnhof

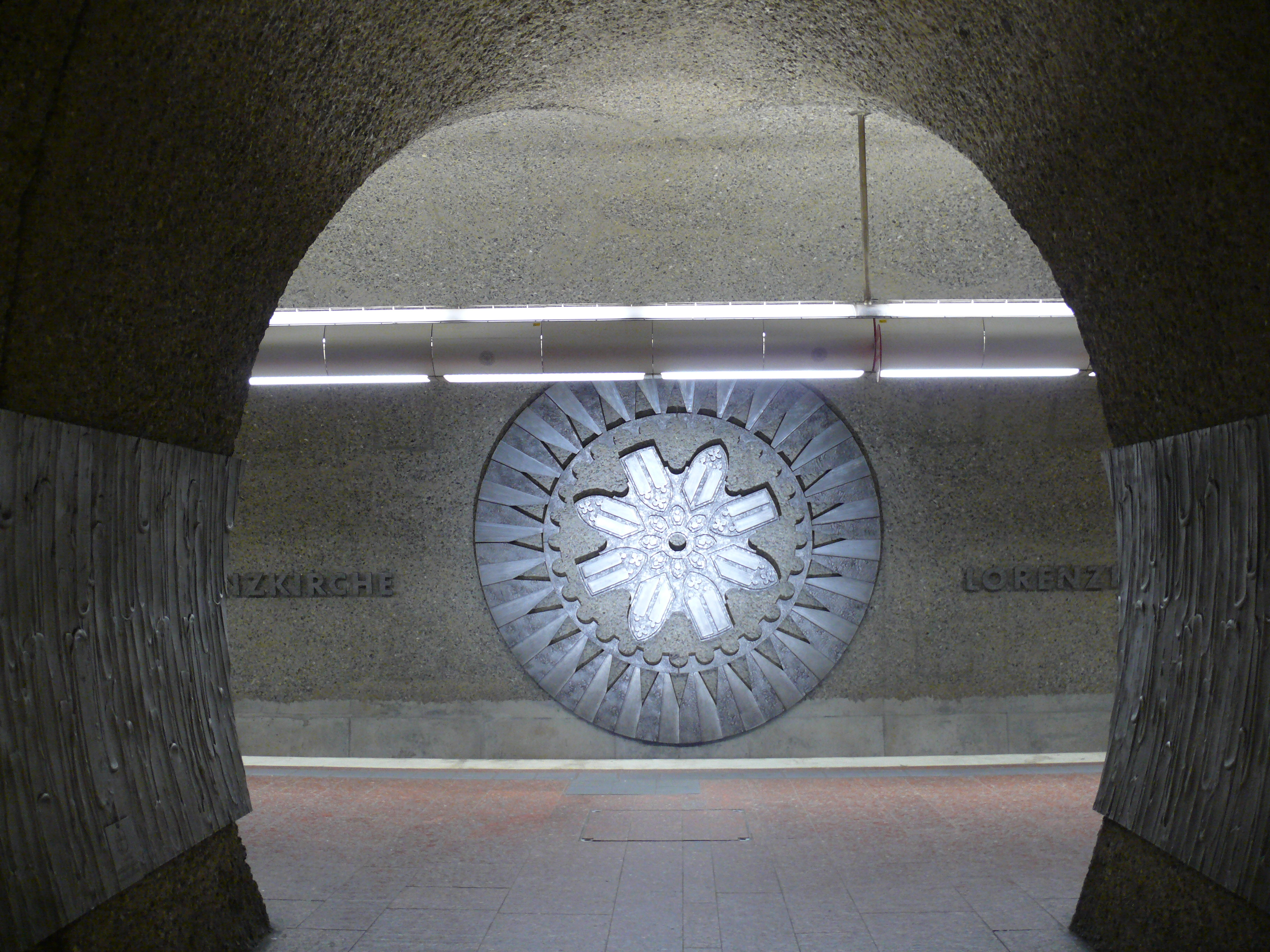
Rosette im U-Bahnhof Lorenzkirche

Am 28. Januar 1978 wurde der U-Bahnhof Lorenzkirche der Nürnberger U-Bahn eröffnet; die Wände zeigen Nachbildungen der Rosette von der Westfassade. In unmittelbarer Nähe des U-Bahn-Tunnels befindet sich das Fundament des Südturms; es musste durch eine aufwändige Konstruktion aus unterirdischen Betonpfosten abgesichert werden.

## Historische Abbildungen

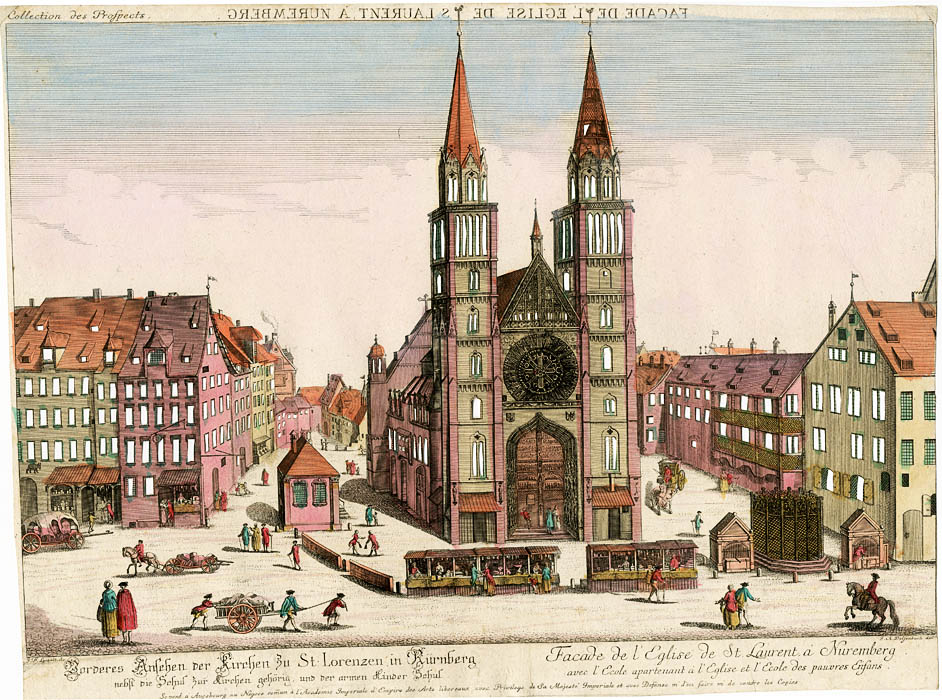
Guckkastenbild (um 1770) nach einem kolorierten Kupferstich (um 1730) von Johann Adam Delsenbach
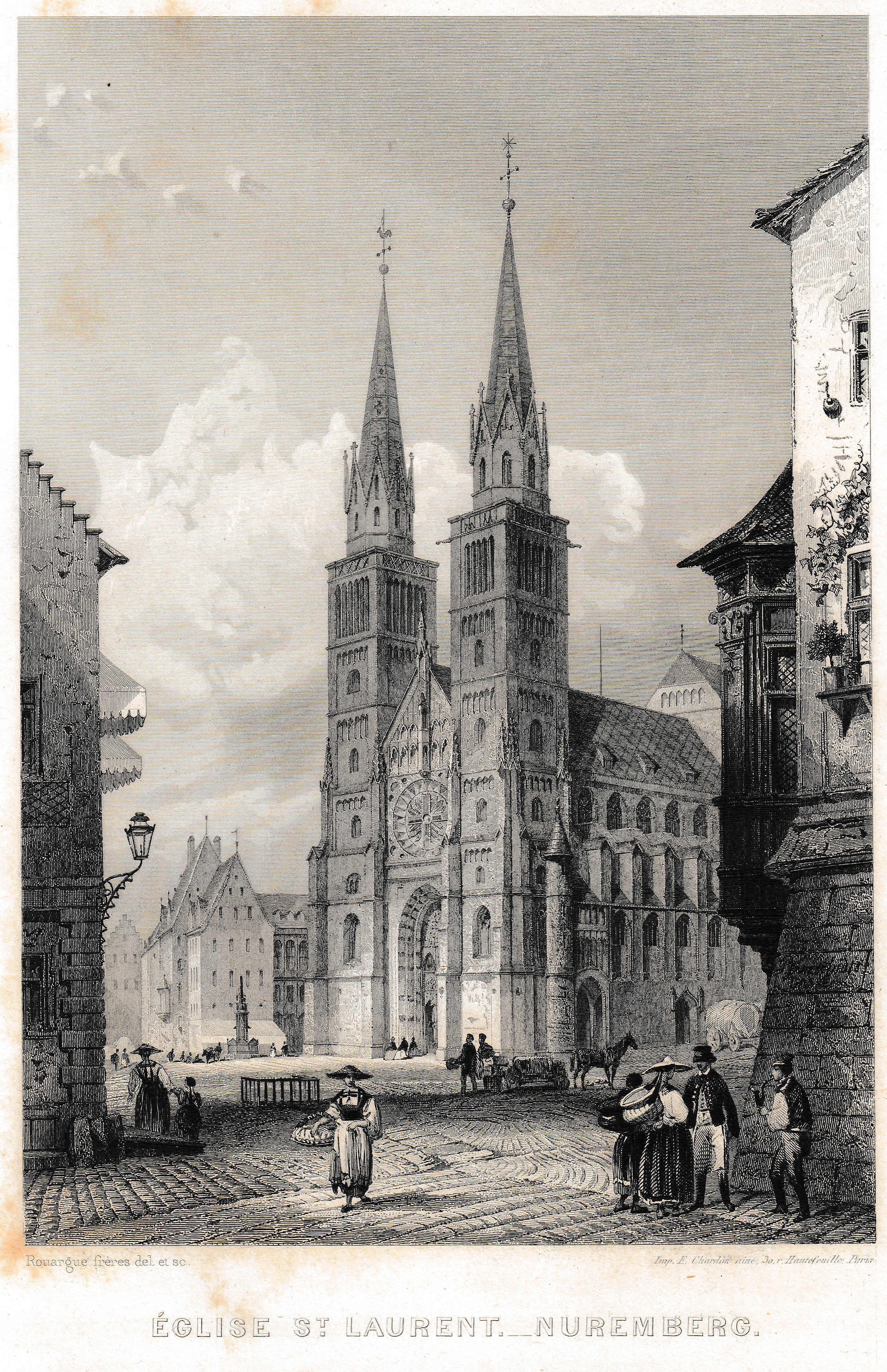
Stich, um 1850
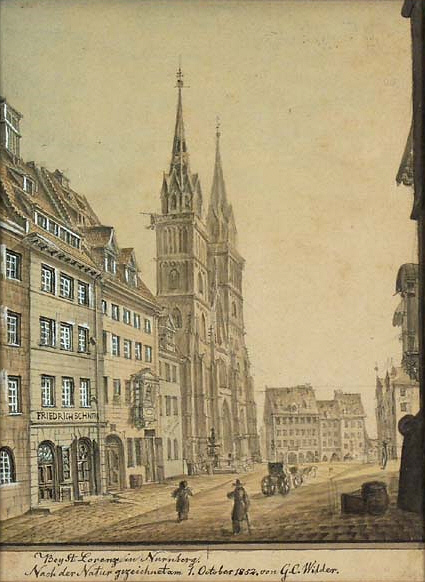
Abbildung (1852) von Georg Christoph Wilder
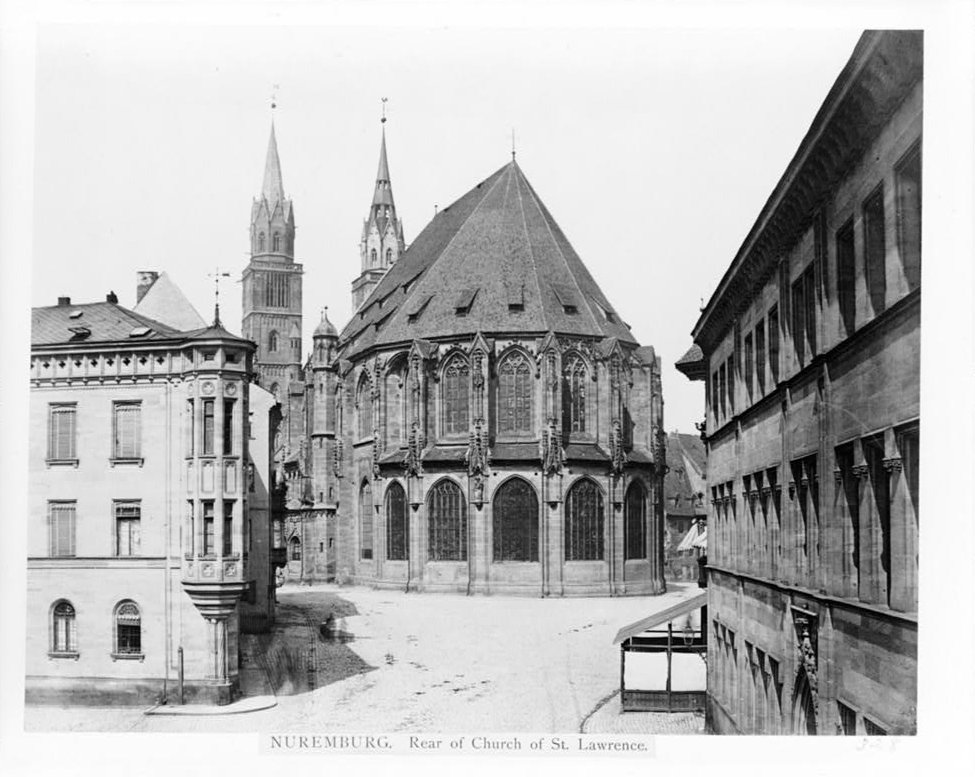
Fotografie, zwischen 1860 und 1890
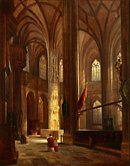
Innenansicht, Gemälde von Franz Stegmann, 1871
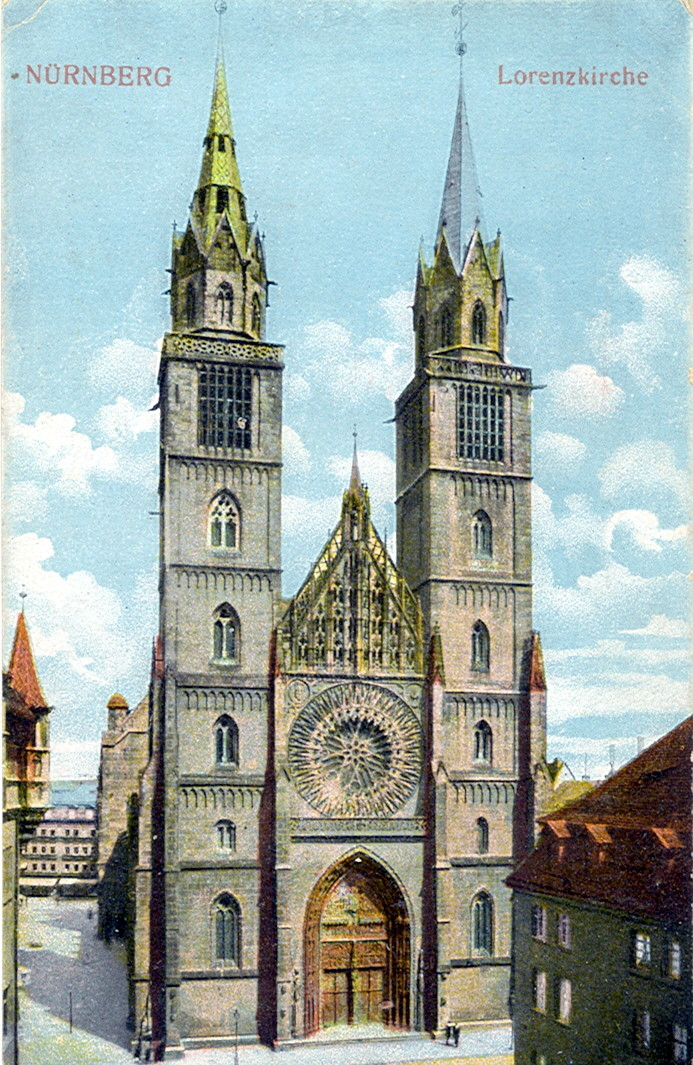
Postkarte, ca. 1914
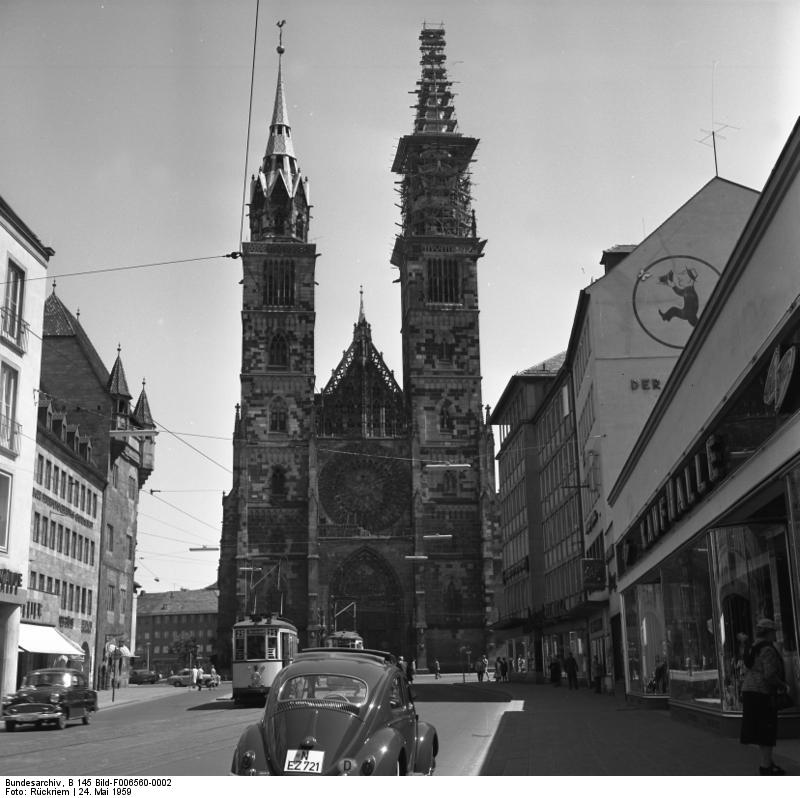
Fotografie von 1959